# Liste der Biografien/Tro
Liste der Biografien |
Portal Biografien |
Personensuche
# |
A |
B |
C |
D |
E |
F |
G |
H |
I |
J |
K |
L |
M |
N |
O |
P |
Q |
R |
S |
T |
U |
V |
W |
X |
Y |
Z |
?
 
Ta |
Tc |
Te |
Tf |
Tg |
Th |
Ti |
Tj |
Tk |
Tl |
Tm |
To |
Tq |
Tr |
Ts |
Tu |
Tv |
Tw |
Tx |
Ty |
Tz
 
Tra |
Trb |
Trc |
Trd |
Tre |
Trg |
Trh |
Tri |
Trj |
Trk |
Trm |
Trn |
Tro |
Trp |
Trs |
Trt |
Tru |
Try |
Trz
Die Liste der Biografien führt alle Personen auf, die in der deutschsprachigen Wikipedia einen Artikel haben. Dieses ist eine Teilliste mit 887 Einträgen von Personen, deren Namen mit den Buchstaben „Tro“ beginnt.

## Tro

### Troa
- Trøan, Merethe (* 1970), norwegische Sängerin

### Trob
- Trobat, Andrés (1925–2011), spanischer Radrennfahrer
- Trobaugh, Edward (1932–2024), US-amerikanischer Offizier, Generalmajor der US-Army
- Trobbiani, Marcelo (* 1955), argentinischer Fußballspieler
- Trobec, James (1838–1921), österreichischer Geistlicher und römisch-katholischer Bischof von Saint Cloud
- Trobec, Metod (1948–2006), jugoslawischer Serienmörder
- Troberg, Anna (* 1974), schwedische Politikerin und Vorsitzende der schwedischen Piratpartiet
- Trobisch, David (* 1958), deutsch-amerikanischer evangelisch-lutherischer Theologe
- Trobisch, Eva (* 1983), deutsche FilmemacherinEva Trobisch (* 1983)

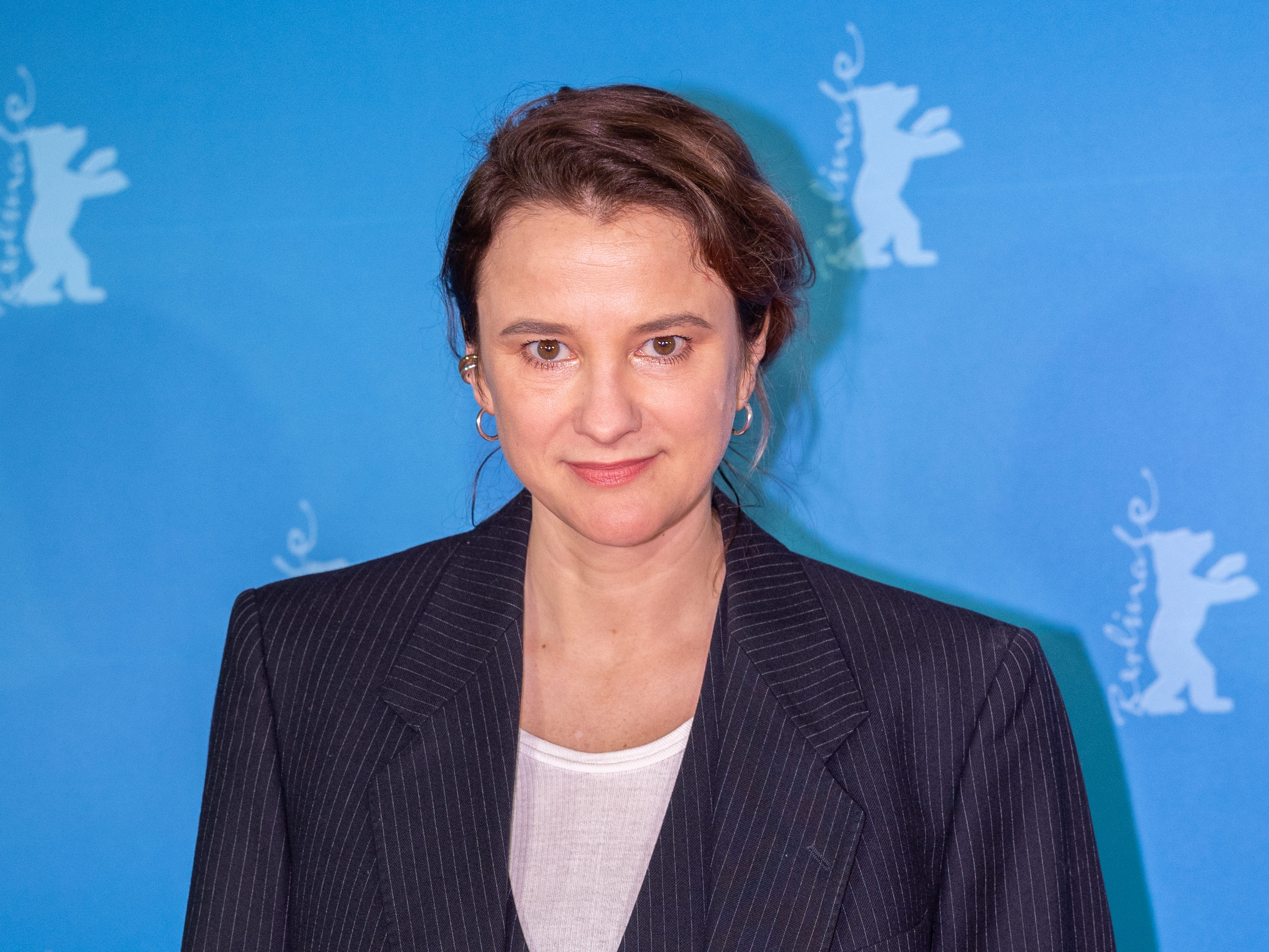
Eva Trobisch (* 1983)

- Trobisch, Ingrid (1926–2007), US-amerikanische Missionarin und Autorin
- Trobisch, Walter (1923–1979), deutscher Pastor und Missionar
- Trobisch-Lütge, Stefan (* 1961), deutscher Psychologe und Psychoanalytiker
- Trobitzsch, Jörg (* 1940), deutscher Fotograf, Jugendbuchautor, Reiseschriftsteller und Publizist
- Trobo, Jaime (1956–2019), uruguayischer Politiker
- Trobriand, Régis de (1816–1897), US-amerikanischer General im Sezessionskrieg
- Tröbs, Klaus (* 1940), deutscher Journalist und Schriftsteller
- Tröbst, Christian Gottlob (1811–1888), Weimarer Pastor und Lehrer, Direktor

### Troc
- Troccaz, Jocelyne (* 1959), französische Informatikerin
- Trocchi, Alexander (1925–1984), schottischer Schriftsteller
- Trocchi, Tito (1864–1947), italienischer Geistlicher, Kurienerzbischof der römisch-katholischen Kirche
- Trocchio, Federico Di (1949–2013), italienischer Wissenschaftshistoriker
- Tróccoli Cebedio, Milton Luis (* 1964), uruguayischer Geistlicher und römisch-katholischer Bischof von Maldonado-Punta del Este-Minas
- Tróccoli, Luis (1921–1993), uruguayischer Politiker
- Trocellier, Joseph-Marie (1888–1958), französischer Ordensgeistlicher, römisch-katholischer Apostolischer Vikar von Mackenzie
- Troch, August (1817–1890), deutscher Orgelbauer
- Troch, Bernhard (1867–1924), deutscher Fotograf
- Troch, Fien (* 1978), belgische Filmregisseurin und Drehbuchautorin
- Troch, Harald (* 1959), österreichischer Politiker (SPÖ), Abgeordneter zum Nationalrat, Landtagsabgeordneter und Gemeinderat
- Troch, Inge (* 1941), österreichische Hochschullehrerin
- Trocha, Edda (* 1949), deutsche Leichtathletin
- Trocha, Martin (* 1957), deutscher Fußballspieler
- Trochanowski, Andrzej (1932–1988), polnischer Radrennfahrer
- Trochanowski, Arkadiusz (* 1973), polnischer Geistlicher und ukrainisch griechisch-katholischer Bischof von Olsztyn-Danzig
- Trochanowski, Mateusz (* 1992), polnisch-österreichischer Fußballspieler
- Troche, Andreas (1945–2015), deutscher Radrennfahrer
- Troche, Ernst Günter (1909–1971), deutscher Kunsthistoriker
- Troche, Horacio († 2014), uruguayischer Fußballspieler und -trainer
- Troche, Horst (1931–2014), deutscher Eisenbahningenieur und Sachbuchautor
- Troche, Ludwig (* 1935), deutscher Radrennfahrer
- Troche, Rose (* 1964), US-amerikanische Regisseurin, Fernsehproduzentin und Drehbuchautorin
- Trocheck, Vincent (* 1993), US-amerikanischer Eishockeyspieler
- Trochet, Pierre (* 1986), französischer Footballfunktionär
- Trochimtschuk, Wassili Andrejewitsch (1949–1998), sowjetisch-russischer Bildhauer und Hochschullehrer
- Trocholepczy, Bernd (* 1952), deutscher römisch-katholischer Theologe und Hochschullehrer
- Trochón, Luis (1956–2020), uruguayischer Musiker und Komponist
- Trochowski, Daniela (* 1969), deutsche Politikerin (Die Linke), Staatssekretärin in Brandenburg
- Trochowski, Piotr (* 1984), deutscher FußballspielerPiotr Trochowski (* 1984)

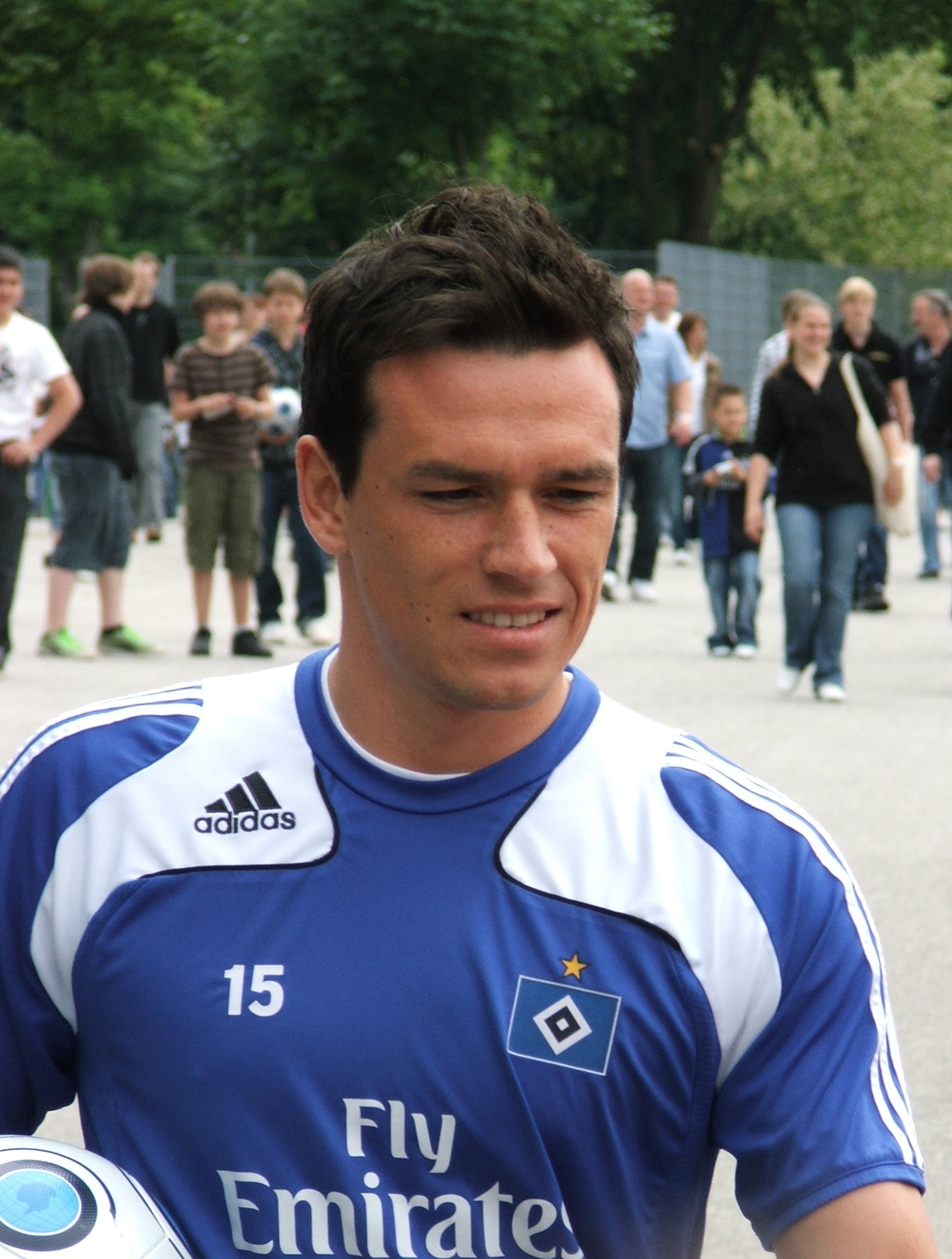
Piotr Trochowski (* 1984)

- Trochta, Štěpán (1905–1974), tscheslowakischer Geistlicher, Bischof von Litomerice und Kardinal
- Trochu, Louis Jules (1815–1896), französischer General
- Trochu, Pierre (* 1953), kanadischer Komponist
- Trock, Werner (* 1964), österreichischer Landesamtsdirektor der niederösterreichischen Landesregierung
- Trockel, Rosemarie (* 1952), deutsche bildende Künstlerin und Hochschullehrerin
- Trockel, Walter (* 1944), deutscher Wirtschaftstheoretiker
- Trockenbrodt, Gustav (1869–1904), deutscher Schriftsteller und Heimatdichter
- Trocker, Ronny (* 1978), italienischer Filmregisseur und Drehbuchautor
- Troclet, Léon-Eli (1902–1980), belgischer Politiker
- Trocmé, André (1901–1971), französischer Theologe und Friedensaktivist
- Trocmé, Elisa (* 1955), französische Improvisationsmusikerin (Bassklarinette, Klarinette)
- Trocmé, Magda (1901–1996), italienische Sozialarbeiterin und Judenretterin
- Troconis Montiel, José Joaquín (* 1939), venezolanischer Geistlicher, emeritierter Weihbischof in Valencia en Venezuela
- Trócsányi, László (* 1956), ungarischer Diplomat und Politiker
- Trocundes († 485), oströmischer Heermeister

### Trod
- Trodler, Dagmar (* 1965), deutsche Schriftstellerin
- Trodler, Eberhard (* 1942), deutscher Maler und Grafiker
- Trodt-Limpl, Johanna (* 1955), österreichische Politikerin (BZÖ), Kärntner Landtagsabgeordnete

### Troe
- Troe, Jürgen (* 1940), deutscher Chemiker
- Troebst, Stefan (* 1955), deutscher Historiker, Slavist und Publizist
- Troedel, Monique (* 1946), deutsche Politikerin (parteilos), MdBB
- Troedsson, Ingegerd (1929–2012), schwedische Politikerin (Moderata samlingspartiet), Mitglied des Riksdag
- Troeger, Brigitte (1941–2017), deutsche Lehrerin und Schriftstellerin
- Troeger, Eberhard (* 1938), deutscher evangelischer Pfarrer, Islamwissenschaftler und Autor
- Troeger, Heinrich (1901–1975), deutscher Jurist und Politiker (SPD), MdL, Oberbürgermeister von Jena, hessischer Staatsminister
- Troeger, Vera E. (* 1976), deutsche Politologin und Hochschullehrerin
- Troeger-Weiß, Gabi (* 1958), deutsche Raumplanerin und Hochschullehrerin
- Troegner, Franziska (* 1954), deutsche Schauspielerin, Kabarettistin, Synchron- und HörspielsprecherinFranziska Troegner (* 1954)

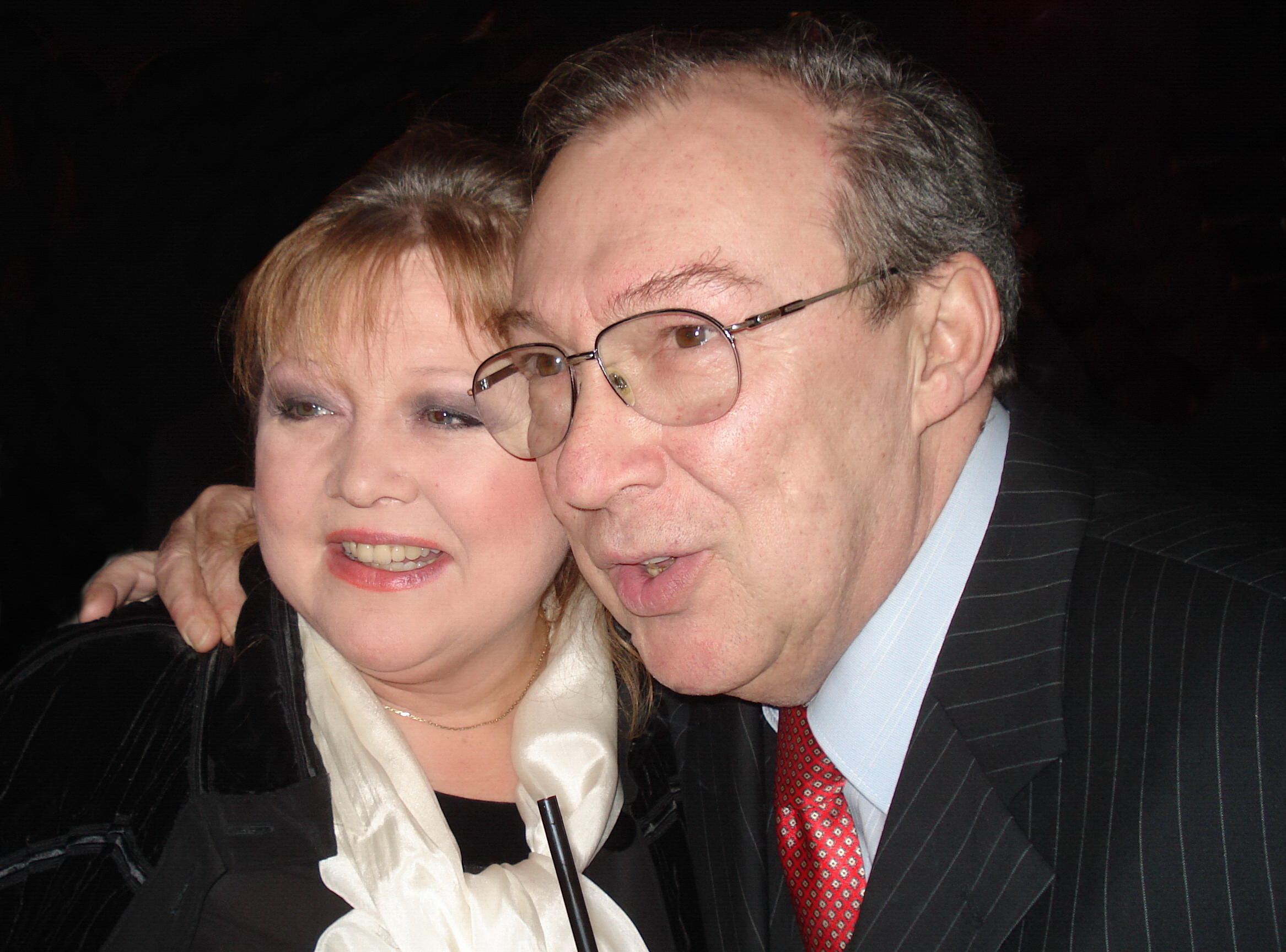
Franziska Troegner (* 1954)

- Troegner, Werner (1925–1993), deutscher Schauspieler, Kabarettist und Regisseur
- Troeh, Frank (1882–1968), US-amerikanischer Sportschütze
- Troelenberg, Eva-Maria (* 1980), deutsche Kunsthistorikerin
- Troelenberg, Thomas (* 1987), deutscher Boxer
- Troell, Jan (* 1931), schwedischer Filmregisseur, Kameramann, Drehbuchautor und Filmeditor
- Troeller, Gordian (1917–2003), luxemburgischer Journalist, Fotograf und Dokumentarfilmemacher
- Troelsen, Andreas (* 2003), dänischer Fußballspieler
- Troelsen, Tommy (1940–2021), dänischer Fußballspieler und Fernsehmoderator
- Troelsen, Trine (* 1985), dänische Handballspielerin
- Troelsgaard Nielsen, Sanne (* 1988), dänische Fußballspielerin
- Troelstra, Anne (1939–2019), niederländischer mathematischer Logiker und Hochschullehrer
- Troelstra, Pieter Jelles (1860–1930), niederländischer Politiker und Dichter
- Troeltsch, Ernst (1865–1923), deutscher protestantischer Theologe, Kulturphilosoph und liberaler PolitikerErnst Troeltsch (1865–1923)

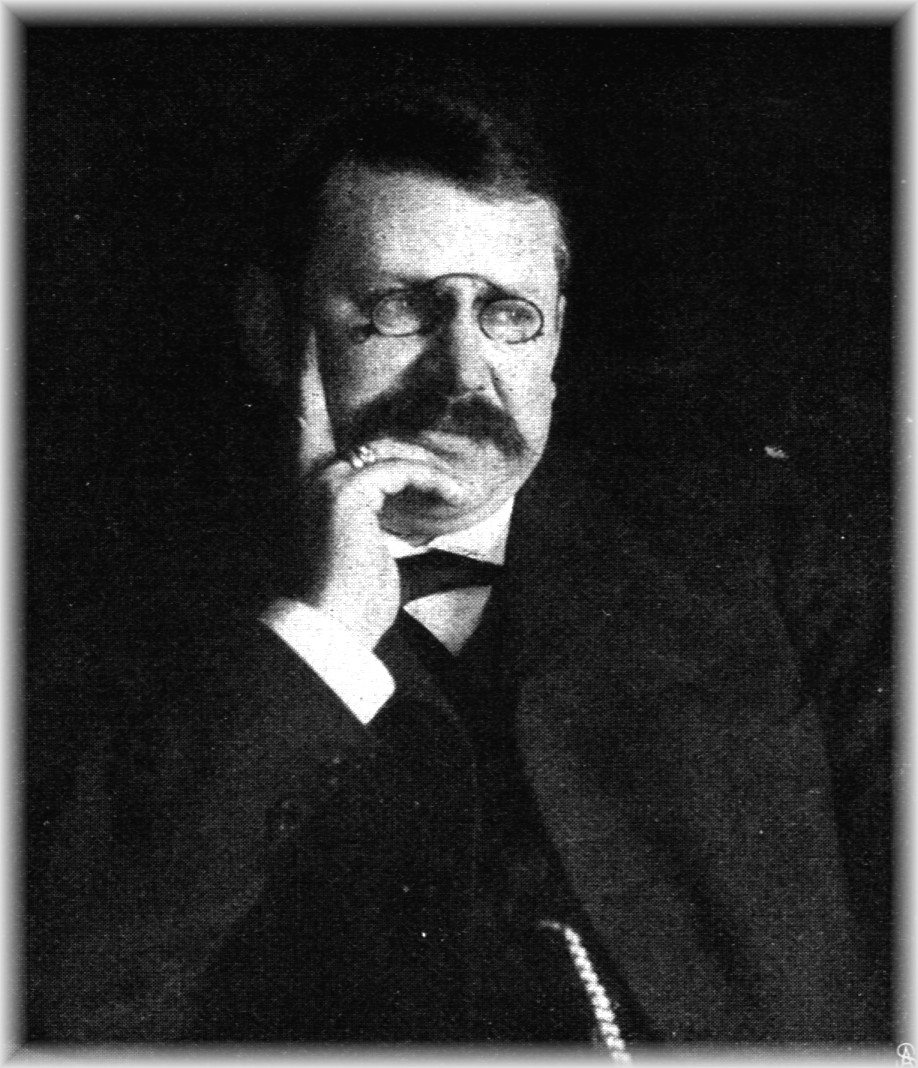
Ernst Troeltsch (1865–1923)

- Troeltsch, Hermann (1886–1943), deutscher Maler und Zeichner
- Troeltsch, Rudolf (1870–1950), deutscher Generalstaatsanwalt und Autor
- Troeltsch, Walter (1866–1933), deutscher Nationalökonom
- Troeltsch, Walter (1928–2025), deutscher Politiker (CDU), MdL
- Troeltsch, Wilhelm (1840–1925), deutscher Unternehmer und Politiker (NLP), MdR
- Trøen, Jan Henrik (* 1963), norwegischer Skispringer
- Trøen, Tone Wilhelmsen (* 1966), norwegische Politikerin
- Troendle, Hugo (1882–1955), deutscher Maler und Lithograf
- Troendle, Katrin (1967–2025), deutsche Kabarettistin und Sängerin
- Troescher, Georg (1893–1970), deutscher Kunsthistoriker
- Troest, Jonas (* 1985), dänischer Fußballspieler
- Troest, Magnus (* 1987), dänischer Fußballspieler
- Troest, Stina (* 1994), dänische Leichtathletin
- Troester, Änne (* 1966), deutsche Dialogbuchautorin
- Troester, Arthur (1906–1997), deutscher Violoncellist
- Troeung, Veasna (* 1989), kambodschanischer Badmintonspieler

### Trof
- Trofenik, Rudolf (1911–1991), jugoslawischer bzw. deutscher Verleger
- Troff, Kayden (* 1998), US-amerikanischer Schachspieler
- Troff-Schaffarzyk, Anja (* 1969), deutsche Politikerin (SPD), MdBAnja Troff-Schaffarzyk (* 1969)

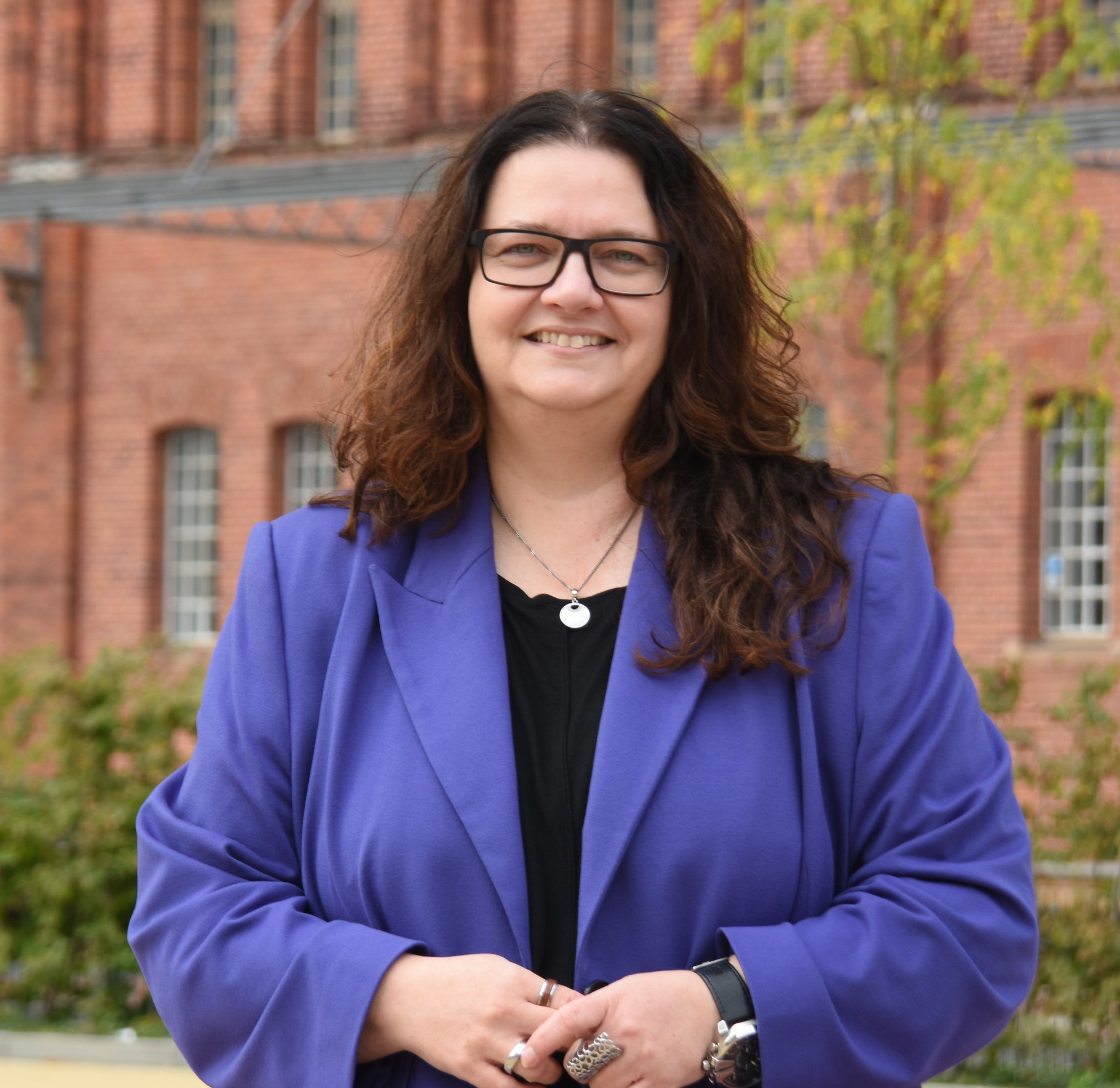
Anja Troff-Schaffarzyk (* 1969)

- Trofimenko, Sergei Georgijewitsch (1899–1953), sowjetischer Generaloberst
- Trofimenko, Wladimir Iwanowitsch (1953–1994), sowjetisch-russischer Leichtathlet
- Trofimiak, Marcjan (* 1947), ukrainischer Geistlicher, emeritierter Bischof von Luzk
- Trofimiuk, Zbych (* 1979), australischer Schauspieler polnischer Herkunft
- Trofimoff, George (1927–2014), deutsch-russischer Agent
- Trofimow, Anatoli Wassiljewitsch (1940–2005), sowjetisch-russischer KGB-Agent
- Trofimow, Juri Wiktorowitsch (* 1984), russischer Radrennfahrer
- Trofimow, Nikolai Nikolajewitsch (1920–2005), sowjetischer bzw. russischer Schauspieler
- Trofimow, Roman Sergejewitsch (* 1989), russischer Skispringer
- Trofimow, Sergei Sergejewitsch (* 1995), russischer Eisschnellläufer
- Trofimowa, Julija (* 1978), russische Filmregisseurin und Drehbuchautorin
- Trofimowa, Natascha (1923–1979), deutsche Tänzerin
- Trofimowa, Sardana (* 1988), kirgisisch-russische Leichtathletin
- Trofimuk, Andrei Alexejewitsch (1911–1999), russischer Geologe und Hochschullehrer
- Trofin, Virgil (1926–1984), rumänischer Politiker (PMR/PCR)

### Trog
- Trog, Hans (1864–1928), Schweizer Kunsthistoriker und Journalist, insbesondere Theaterkritiker
- Trog, Johann Jakob (1807–1867), Schweizer Politiker und Richter
- Troge, Andreas (* 1950), deutscher Volkswirtschaftler, Präsident des Umweltbundesamtes
- Tröge, Walther († 1955), deutscher Schriftsteller
- Tröger, Alfred (1898–1974), deutscher Maler und Grafiker
- Tröger, Beate (* 1961), deutsche Bibliothekarin
- Tröger, Beate (* 1973), deutsche Literaturkritikerin und Moderatorin
- Tröger, Christian (* 1969), deutscher SchwimmerChristian Tröger (* 1969)

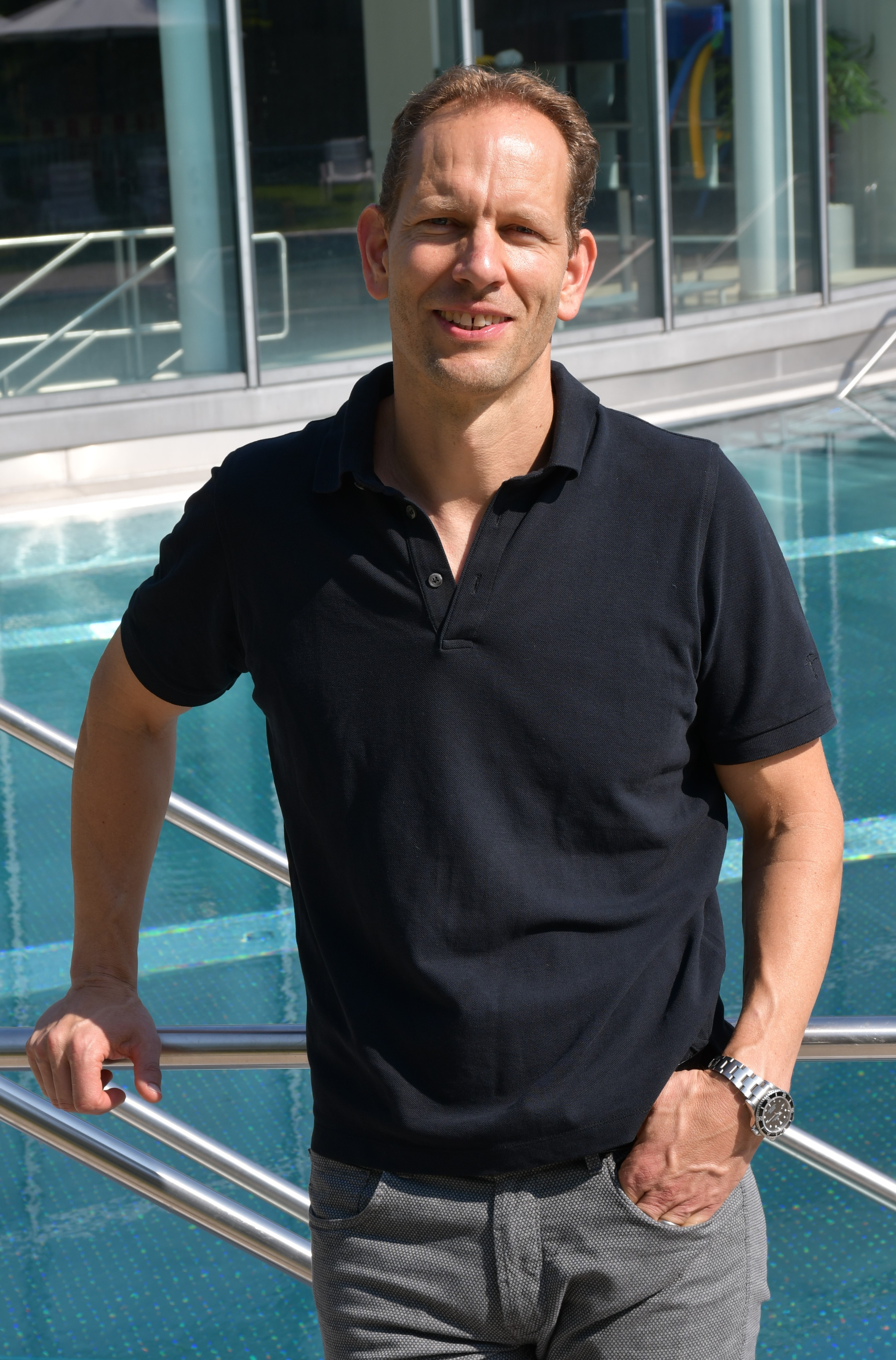
Christian Tröger (* 1969)

- Troger, Christian (* 1983), österreichischer Behindertensportler im Triathlon, Buchautor und Motivationsredner
- Tröger, Erik (* 1979), deutscher Bobfahrer
- Tröger, Fritz (1894–1978), deutscher Maler und Grafiker
- Tröger, Gottfried (1935–2016), deutscher Politiker (DDR-CDU, CDU), MdL, MdB
- Troger, Gustav (* 1951), österreichischer Bildender Künstler
- Tröger, Hans (1894–1963), deutscher Bildhauer
- Tröger, Hans (1896–1982), deutscher Offizier, zuletzt Generalleutnant im Zweiten Weltkrieg
- Tröger, Hans-Joachim (1935–2024), deutscher Schwimmer
- Troger, Hieronymus (1623–1684), Schweizer Benediktinermönch, Abt des Klosters Muri
- Tröger, Josef (1895–1971), deutscher Politiker (SPD), Mitglied der Verfassunggebenden Landesversammlung in Bayern
- Tröger, Julius (1862–1942), deutscher Chemiker
- Tröger, Julius (* 1983), deutscher Journalist und Buchautor
- Tröger, Karl-Armin (1931–2019), deutscher Geologe, Stratigraph und Hochschullehrer
- Tröger, Karl-Wolfgang (* 1932), deutscher evangelischer Theologe und Religionswissenschaftler
- Tröger, Markus (* 1966), deutscher Eisschnellläufer
- Troger, Meinrad (1696–1764), Fürstabt des Klosters St. Blasien (1749 bis 1764)
- Troger, Paul (1698–1762), österreichischer Maler des RokokoPaul Troger (1698–1762)

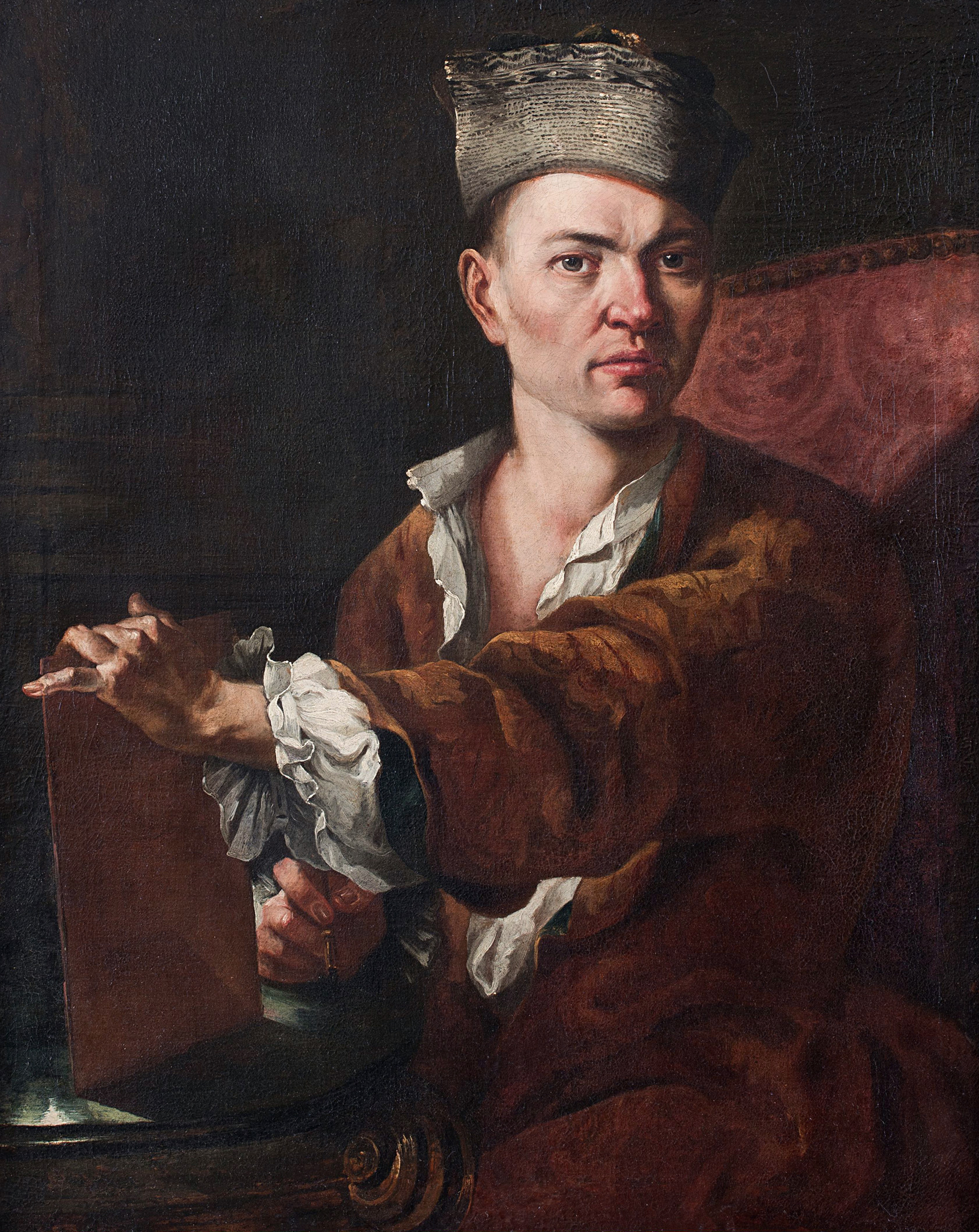
Paul Troger (1698–1762)

- Tröger, Paul (1913–1992), deutscher Schachspieler
- Tröger, Richard (1838–1917), deutscher Bergverwalter und Montanpraktiker
- Tröger, Rolf (* 1953), deutscher Fußballspieler
- Tröger, Rudi (* 1929), deutscher Maler und Hochschullehrer
- Tröger, Rudolf (1905–1940), deutscher Jurist, SS-Oberführer und Gestapomitarbeiter
- Tröger, Sabine (* 1967), österreichische Sprinterin
- Tröger, Siegfried (* 1929), deutscher Fußballspieler
- Troger, Simon (1693–1768), Tiroler Elfenbeinschnitzer
- Tröger, Tobias (* 1972), deutscher Rechtswissenschaftler und Hochschullehrer
- Tröger, Walter (1926–2004), deutscher Hochschullehrer und Bildungsforscher
- Tröger, Walter (* 1931), deutscher Fußballspieler
- Tröger, Walter Ehrenreich (1901–1963), deutscher Mineraloge, Geologe und Petrograph
- Tröger, Walther (1929–2020), deutscher Sportfunktionär
- Tröger, William (1805–1875), deutscher Berggeschworener
- Tröger, Willy (1928–2004), deutscher Fußballnationalspieler
- Troggi, Nello (1912–1944), italienischer Radrennfahrer
- Trögl, Rudi (* 1958), deutscher Jazzgitarrist
- Troglauer, Franz (1754–1801), Räuberhauptmann und Wilderer in Nordbayern
- Troglauer, Maxine (* 1995), deutsche Musikerin (Bassposaune)
- Troglio, Pedro (* 1965), argentinischer Fußballspieler
- Trogmann, Blasius (1781–1866), Tiroler Freiheitskämpfer
- Trognon, Stéphanie (* 1976), französische Fußballspielerin
- Trogrančić, Antonio (* 2000), kroatischer Fußballspieler

### Troh
- Troha, Daniel (* 1975), deutscher Musikproduzent, DJ, Remixer und Songwriter
- Troha, Sean, US-amerikanischer Pokerspieler
- Tröhler, Daniel (* 1959), Schweizer Erziehungswissenschaftler
- Tröhler, Margrit (* 1961), Schweizer Filmwissenschaftlerin
- Trohman, Joe (* 1984), US-amerikanischer Gitarrist

### Troi
- Troi, Heidi (* 1972), italienische Autorin und TheaterpädagoginHeidi Troi (* 1972)

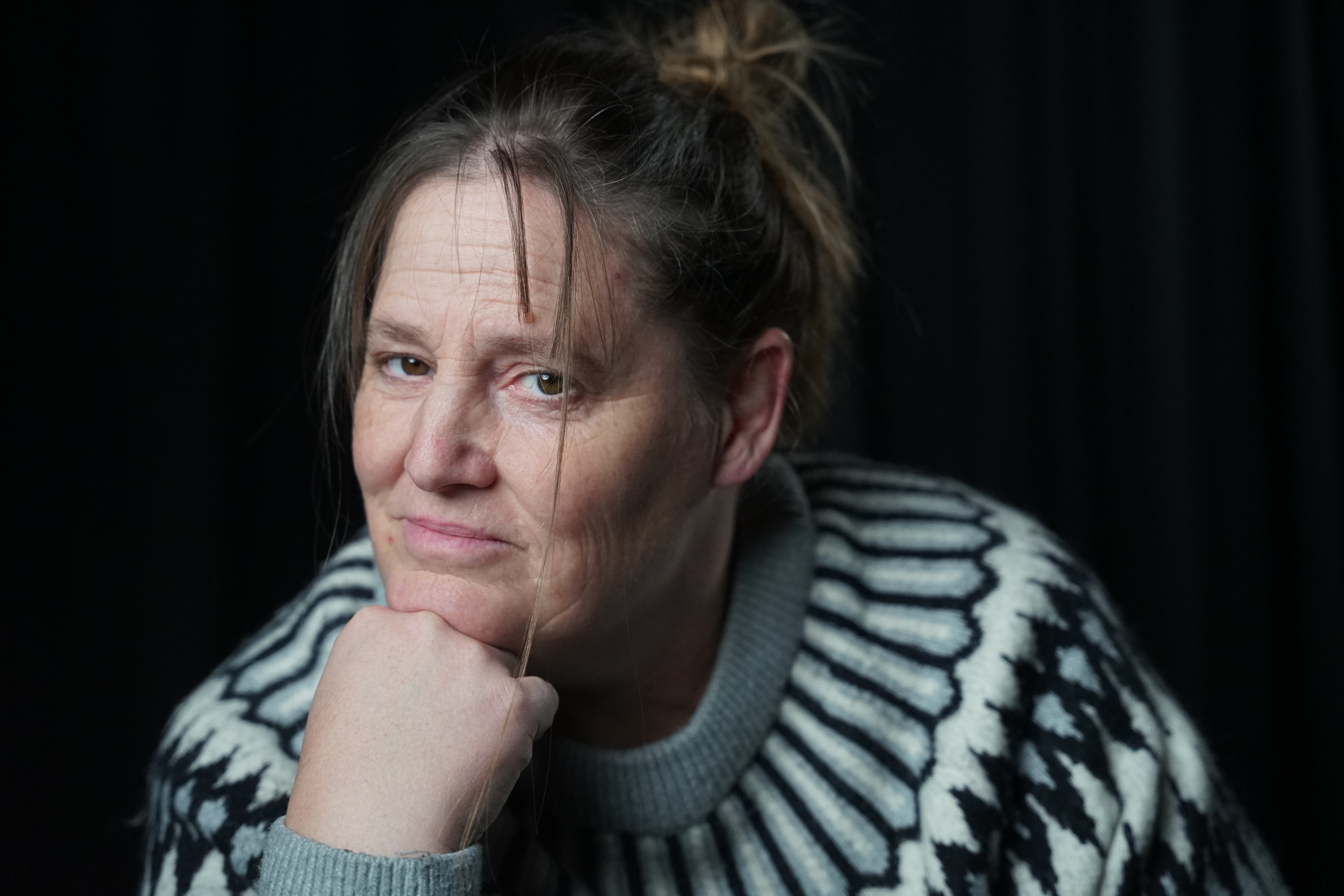
Heidi Troi (* 1972)

- Troi, Radu (* 1949), rumänischer Fußballspieler
- Troia, Max, US-amerikanischer Schauspieler, Synchronsprecher, Filmeditor, Filmregisseur und Drehbuchautor
- Troiani, Michele (* 1996), italienischer Fußballspieler
- Troiani, Virginia (* 1996), italienische Leichtathletin
- Troiano, Massimo, italienischer Komponist und Dichter
- Troianos, Spyros (1933–2024), griechischer Kirchenrechtler und Rechtshistoriker
- Troicki, Viktor (* 1986), serbischer Tennisspieler
- Troidl, Hans (1938–2020), deutscher Chirurg und Hochschullehrer
- Troike, Gero (* 1945), deutscher Bühnen- und Kostümbildner
- Troil, Uno von (1746–1803), Erzbischof von Uppsala
- Troilius, Carl Oscar (1813–1899), schwedischer Generaldirektor und Politiker, Mitglied des Riksdag
- Troilius, Samuel (1706–1764), schwedischer evangelisch-lutherischer Theologe und Geistlicher, zuletzt Erzbischof von Uppsala
- Troillet, Florent (* 1981), Schweizer Skibergsteiger
- Troillet, Jean (* 1948), Schweizer Bergsteiger und BergführerJean Troillet (* 1948)

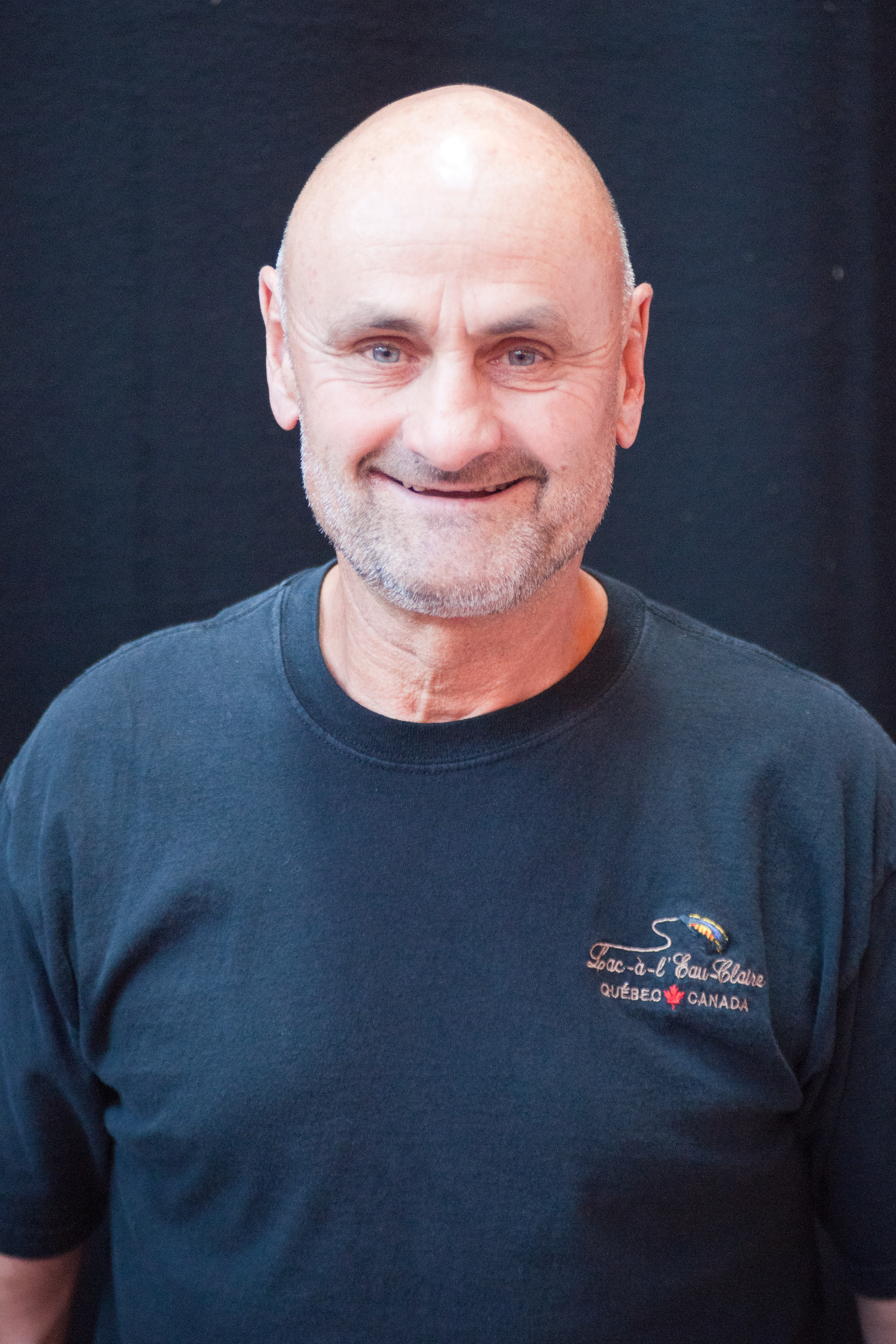
Jean Troillet (* 1948)

- Troillet, Marie (* 1983), Schweizer Skibergsteigerin
- Troillet, Maurice (1880–1961), Schweizer Politiker
- Troilo, Aníbal (1914–1975), argentinischer Tango-Musiker und -Komponist
- Troilo, Franz Ferdinand von († 1704), Ritter des Heiligen Grabes, Palästinafahrer und Verfasser einer Orientalischen Reise-Beschreibung
- Troilo, Hans von (1865–1934), deutscher Unternehmer und Politiker (DNVP), MdR
- Troilo, Nikolaus von (1582–1640), deutscher Geistlicher, Domherr in Breslau, Mitglied der Fruchtbringenden Gesellschaft
- Troina, Gaetano (* 1987), san-marinesischer Politiker
- Troinizki, Sergei Nikolajewitsch (1882–1948), russischer Kunsthistoriker, Heraldiker und Genealoge
- Troisgros, Michel (* 1958), französischer Koch
- Troisgros, Pierre (1928–2020), französischer Gastronom
- Troisi, James (* 1988), australischer Fußballspieler
- Troisi, Licia (* 1980), italienische Fantasy-Schriftstellerin
- Troisi, Massimo (1953–1994), italienischer Schauspieler, Regisseur und AutorMassimo Troisi (1953–1994)

Massimo Troisi (1953–1994)

- Troisi, Salvu (* 1892), maltesischer Fußballspieler
- Troitiño, Antonio (1957–2021), spanischer Terrorist
- Troitiño, Líber, uruguayischer Politiker
- Troitzsch, Adolph Otto (1843–1907), deutscher Lithograf, Kunstverleger und Druckerei-Unternehmer in Berlin
- Troitzsch, Klaus G. (* 1946), deutscher Politologe und Soziologe
- Troitzsch, Ulrich (* 1938), deutscher Technikhistoriker
- Troizkaja, Alexandra (* 2003), kasachische Skirennläuferin
- Troizkaja, Natalja Leonidowna (1951–2006), russische Opernsängerin (Sopran)
- Troizkaja, Tatjana Nikolajewna (1925–2018), russische Archäologin
- Troizkaja, Walerija Alexejewna (1917–2010), russische Geophysikerin
- Troizki, Alexei Alexejewitsch (1866–1942), russischer Autor von Schachkompositionen
- Troizki, Sergei Dmitrijewitsch (1899–1962), sowjetischer Theater- und Filmschauspieler sowie Theaterregisseur

### Troj
- Trojahn, Frank (* 1963), dänischer Offizier, Konteradmiral
- Trojahn, Manfred (* 1949), deutscher Komponist, Dirigent, Opernregisseur und Essayist
- Troják, Ladislav (1914–1948), slowakischer Eishockeyspieler
- Trojan, Alexander (1914–1992), österreichischer Schauspieler
- Trojan, Alf (* 1944), deutscher Medizinsoziologe
- Trojan, Erwin (1888–1957), österreichischer Blasmusikkomponist
- Trojan, Felix (1895–1968), österreichischer Phonetiker
- Trojan, Filip (* 1983), tschechischer Fußballspieler und -trainerFilip Trojan (* 1983)

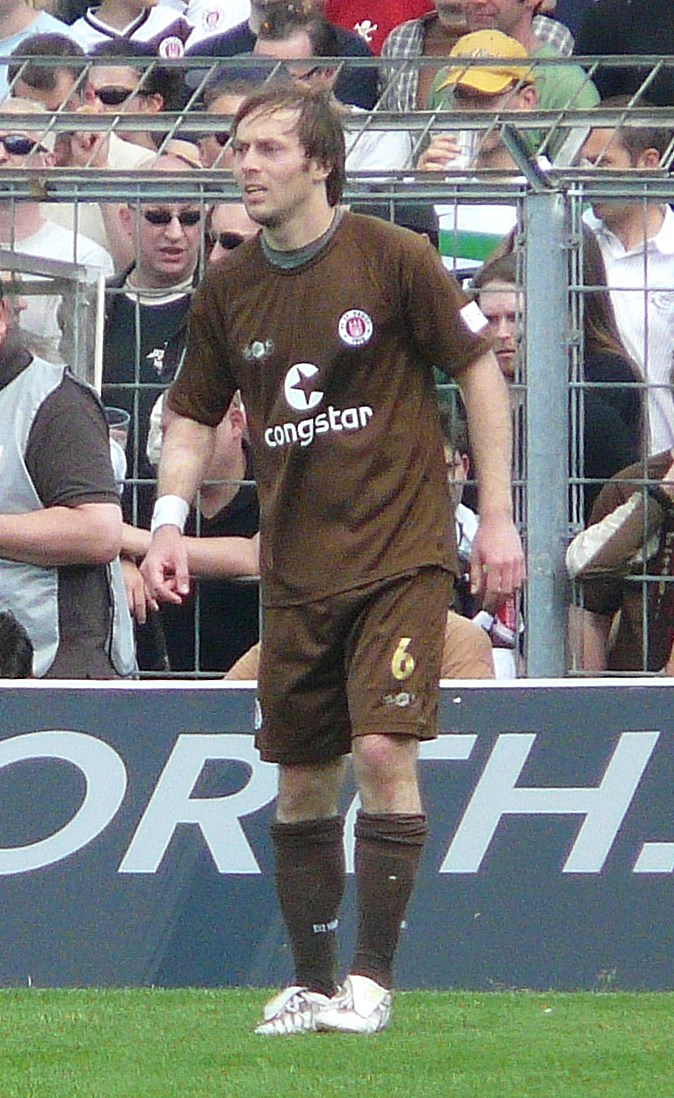
Filip Trojan (* 1983)

- Trojan, Franz (1957–2021), deutscher Schlagzeuger und Musikproduzent
- Trojan, Ivan (* 1964), tschechischer Schauspieler
- Trojan, Johannes (1837–1915), deutscher Schriftsteller
- Trojan, Josef (* 2001), tschechischer Film- und Theaterschauspieler
- Trojan, Ladislav (1932–2022), tschechischer Schauspieler
- Trojan, Nadeschda Wiktorowna (1921–2011), sowjetische bzw. russische Widerstandskämpferin gegen den Nationalsozialismus und Medizinerin
- Trojan, Ondřej (* 1959), tschechischer Filmproduzent und -regisseur
- Trojan, Richard (* 1966), slowakisch-deutscher Eishockeyspieler
- Trojan, Stefanie (* 1976), deutsche Performancekünstlerin
- Trojan, Václav (1907–1983), tschechischer Komponist
- Trojan, Volker (* 1942), deutscher Fußballspieler
- Trojandt, Eva-Lotta (* 2003), deutsche Schauspielerin
- Trojani, Bruno (1907–1966), Schweizer Skispringer
- Trojanović, Mate (1930–2015), jugoslawischer Ruderer
- Trojanow, Ilija (* 1965), deutscher Schriftsteller, Übersetzer und VerlegerIlija Trojanow (* 1965)

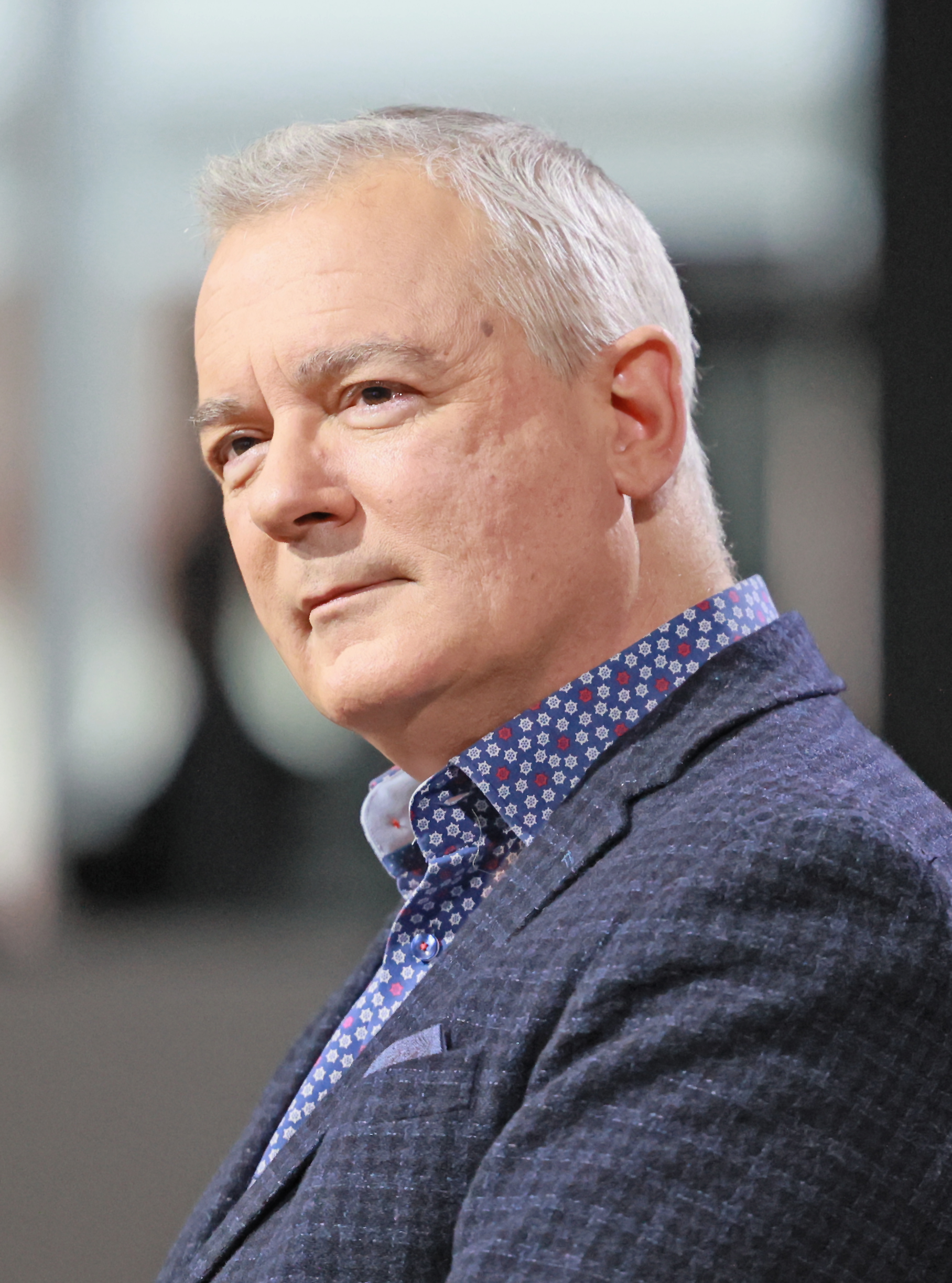
Ilija Trojanow (* 1965)

- Trojanowska, Izabela (* 1955), polnische Schauspielerin und Sängerin
- Trojanowskaja, Anna Iwanowna (1885–1977), russisch-sowjetische Künstlerin
- Trojanowski, Alexander Antonowitsch (1882–1955), sowjetischer Botschafter
- Trojanowski, Daniel (* 1982), polnischer Ruderer
- Trojanowski, Eduard Walentinowitsch (* 1980), russischer Boxer
- Trojanowski, John Q. (1946–2022), US-amerikanischer Neuropathologe
- Trojanowski, Michail Konstantinowitsch (1889–1964), sowjetischer Schauspieler
- Trojanowski, Wladimir (* 1973), russischer Pokerspieler
- Trojanski, Stanimir (* 1944), bulgarischer Mathematiker
- Trojansky, Stephan, deutscher Visual-Effects-Künstler
- Trojanus von Saintes, Bischof von Saintes und der gesamten Saintonge
- Trøjborg, Jan (1955–2012), dänischer Politiker (Socialdemokraterne), Mitglied des Folketing, Minister
- Trojden I. († 1341), Herzog von Masowien
- Trojden II. († 1427), Herzog von Masowien
- Troje, Hans Erich (1934–2017), deutscher Rechtswissenschaftler
- Troje, Nikolaus F. (* 1960), deutscher Biologe und Bio-Psychologe
- Troje, Paul (1864–1942), deutscher Kommunalpolitiker
- Trojek, Hans-Peter (* 1968), deutscher Journalist
- Trojepolski, Gawriil Nikolajewitsch (1905–1995), russischer Schriftsteller
- Trojer, Irmgard (* 1964), italienische Leichtathletin
- Trojer, Karoline (* 1984), italienische Skirennläuferin
- Trojizky, Wladyslaw (* 1964), ukrainischer Theaterregisseur

### Trok
- Troka, Valentina (* 2002), albanische Fußballspielerin
- Troke, Catharine, englische Badmintonspielerin
- Troke, Helen (* 1964), englische Badmintonspielerin
- Trokel, Stephen (* 1934), US-amerikanischer Augenchirurg
- Trökes, Heinz (1913–1997), deutscher Maler und GrafikerHeinz Trökes (1913–1997)

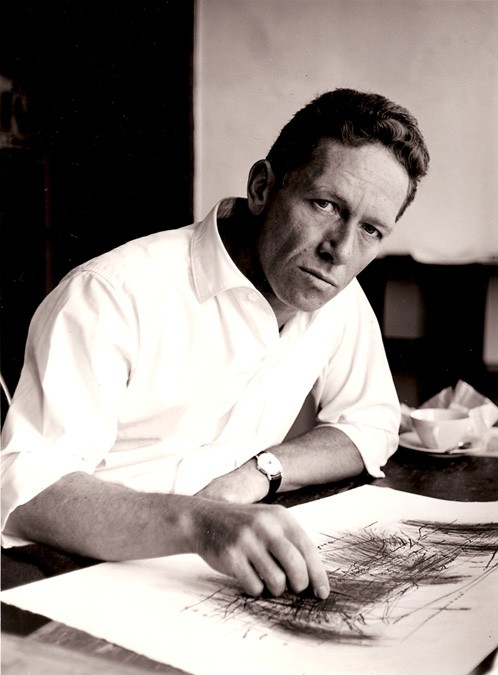
Heinz Trökes (1913–1997)

- Troki, Isaak, litauischer Karäer

### Trol
- Trolda, Emilián (1871–1949), tschechischer Musikhistoriker
- Troles, Heike (* 1969), deutsche Politikerin (CDU), MdL
- Trölitzsch, Gerhard (1926–2017), deutscher SED-Funktionär
- Trölitzsch, Rainer (1939–2004), deutscher Fußballspieler
- Troll, Alfons (1889–1964), österreichischer Politiker
- Troll, Carl (1899–1975), deutscher Geograph und Rektor der Universität BonnCarl Troll (1899–1975)

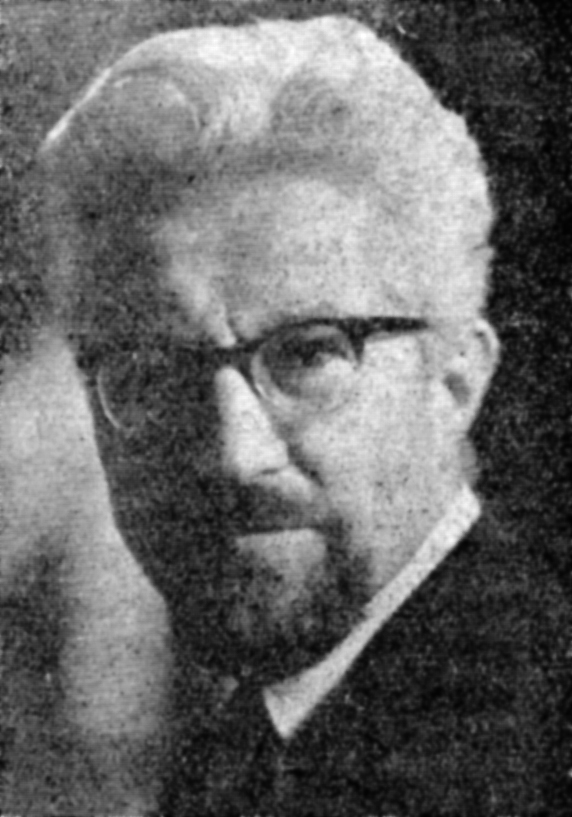
Carl Troll (1899–1975)

- Troll, Christian (* 1937), römisch-katholischer Theologe und Islamwissenschaftler
- Troll, Heinz (1939–2020), deutscher Politiker (REP), MdL
- Troll, Hildebrand (1922–2011), deutscher Archivar
- Troll, Johann Conrad (1783–1858), Schweizer Pädagoge und Historiker
- Troll, Johann Heinrich (1756–1824), Schweizer Maler, Grafiker und Kupferstecher
- Troll, Karl, österreichischer Tischtennisspieler
- Troll, Karl (1865–1954), österreichischer Architekt
- Troll, Karl (1923–1977), österreichischer Politiker (SPÖ), Abgeordneter zum Nationalrat
- Troll, Karl Friedrich (1801–1868), deutscher Schultheiß und Politiker
- Troll, Max (1902–1972), deutsches Mitglied der KPD und Gestapo-Spitzel
- Troll, Thaddäus (1914–1980), deutscher Schriftsteller
- Troll, Wilhelm (1897–1978), deutscher Botaniker
- Troll-Borostyáni, Irma von (1847–1912), österreichische Schriftstellerin und Frauenrechtlerin
- Troll-Rauch, Pyar (* 1960), deutsche Ärztin, Autorin und spirituelle Lehrerin
- Trolldenier, Otto (1929–2013), deutscher Fußballspieler
- Trolle Bonnesen, Peter (* 1993), dänischer Volleyballspieler
- Trolle, Erik, Mitglied im schwedischen Reichsrat und Reichsverweser
- Trolle, Gustav, schwedischer Erzbischof
- Trolle, Herluf (1516–1565), dänischer Admiral und Seeheld im Dreikronenkrieg
- Trolle, Herluf Børgesen (1716–1770), königlich-dänischer Oberst, Kammerherr, zuletzt Chef des dänischen Leibregiments
- Trolle, Lothar (1944–2025), deutscher Dramatiker und Hörspielautor
- Trollé, Michel (* 1959), französischer Autorennfahrer
- Trolle, Niels (1599–1667), dänischer Admiral und Staatsmann
- Trolle, Orvar (1900–1971), schwedischer Schwimmer
- Troller, Fred (1930–2002), schweizerisch-US-amerikanischer Grafikdesigner, Maler und Objektkünstler
- Troller, Georg Stefan (* 1921), österreichischer Schriftsteller, Fernsehjournalist und DokumentarfilmerGeorg Stefan Troller (* 1921)

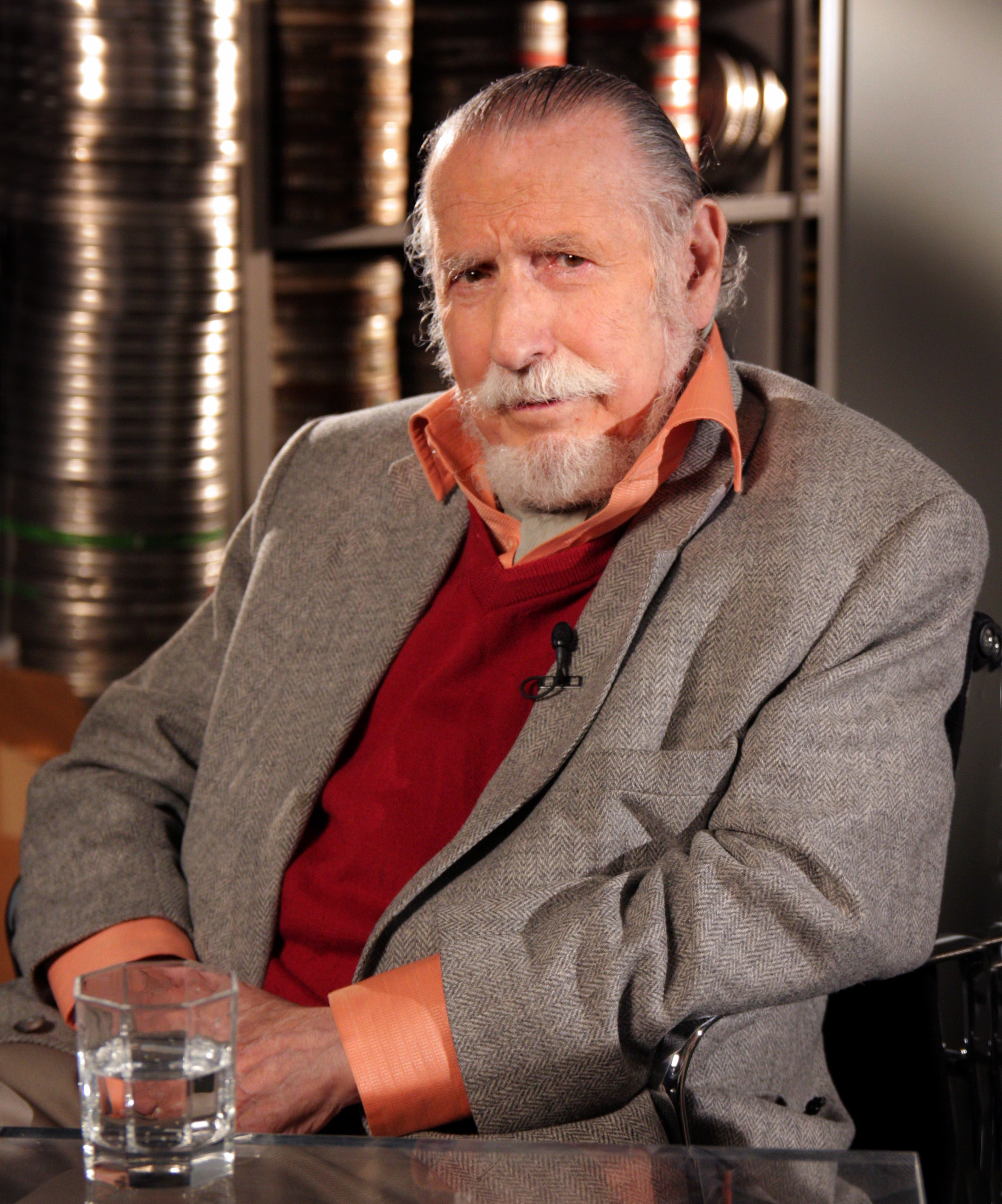
Georg Stefan Troller (* 1921)

- Troller, Josephine (1908–2004), Schweizer Künstlerin
- Troller, Manuel (* 1986), Schweizer Jazz- und Fusionmusiker (Gitarre, Komposition)
- Trolliet, Gilbert (1907–1980), Schweizer Schriftsteller
- Trollip, Alfred (1895–1972), südafrikanischer Politiker
- Trollip, Athol (* 1964), südafrikanischer Politiker (Democratic Alliance)
- Trollmann von Lovcenberg, Ignaz (1860–1919), Kommandant des XIX.Corps der k.u.k. Armee
- Trollmann, Johann Wilhelm (1907–1943), deutscher BoxerJohann Wilhelm Trollmann (1907–1943)

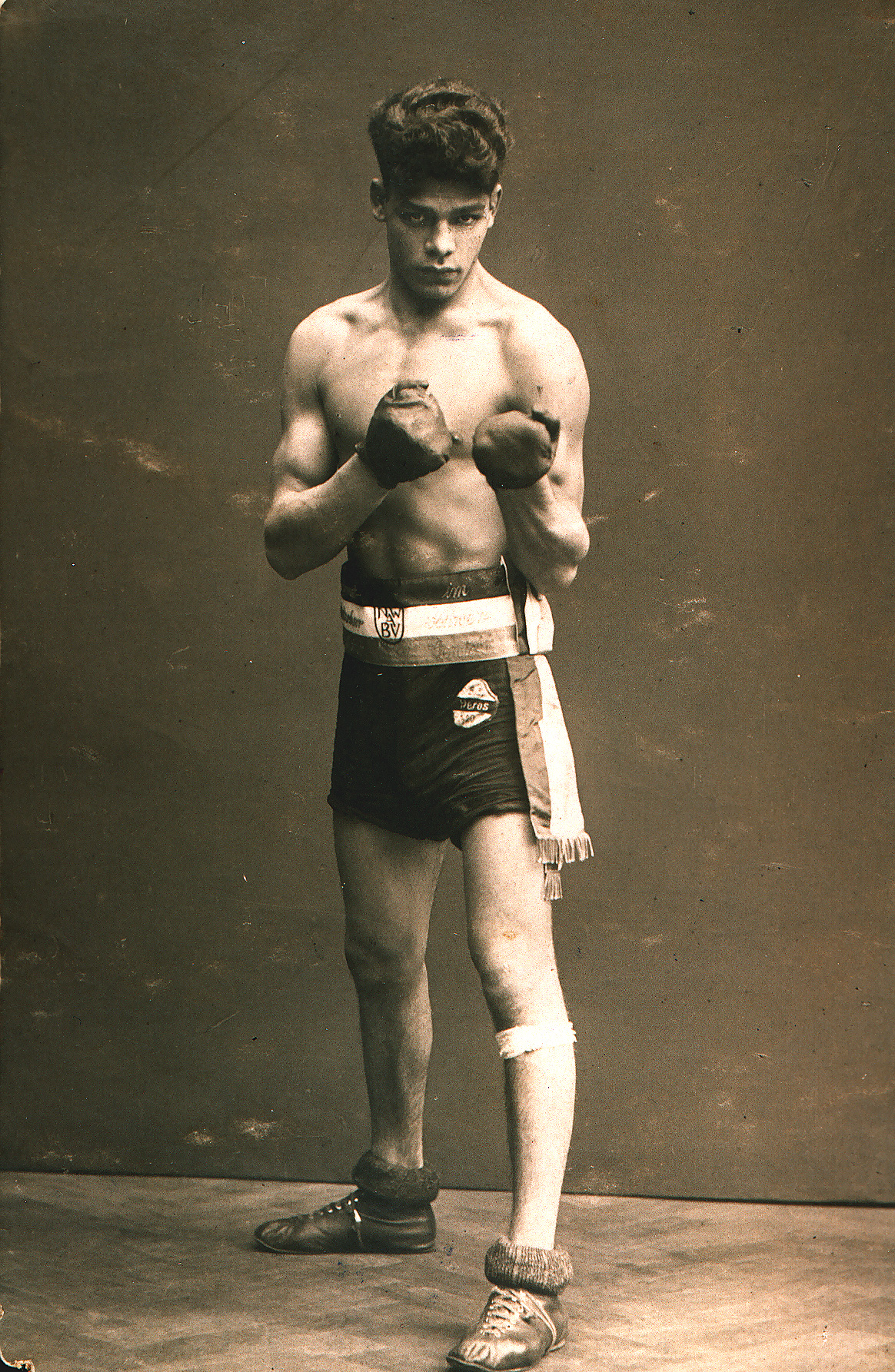
Johann Wilhelm Trollmann (1907–1943)

- Trollope, Anthony (1815–1882), englischer Schriftsteller
- Trollope, Frances (1779–1863), britische Romanautorin und Reiseschriftstellerin
- Trollope, Joanna (* 1943), britische Schriftstellerin und Autorin romantischer Romane
- Trollope, Thomas Adolphus (1810–1892), englischer Schriftsteller
- Trollsås, Per-Owe (1933–2000), schwedischer Leichtathlet
- Tröls-Holzweber, Ilona (* 1963), österreichische Politikerin (SPÖ), Landtagsabgeordnete
- Tröltsch, Anton Friedrich von (1829–1890), deutscher HNO-Arzt
- Tröltsch, Friedrich (1838–1924), bayerischer Fabrikant, Feuerwehrkommandant und Politiker
- Tröltsch, Johann Friedrich von (1728–1793), deutscher Jurist
- Tröltsch, Karl Friedrich (1729–1804), deutscher Jurist und Autor
- Tröltzsch, Albin (1893–1973), deutscher Ingenieur, Heimat- und Mundartdichter sowie Hörspielautor

### Trom
- Tromaier, Siegfried (1964–2025), österreichischer Politiker (SPÖ)
- Tromayer, Erich (1948–2024), österreichischer Goldschmied, Kunsthändler und Sachverständiger
- Tromba, Anthony (* 1943), US-amerikanischer Mathematiker
- Trombadori, Francesco (1886–1961), italienischer Maler
- Trombe, Félix (1906–1985), französischer Solar- und Höhlenforscher
- Trombert, Georges (1874–1949), französischer Fechter
- Trombetta, Eduard (1817–1886), Mitglied des Nassauischen Landtags
- Trombetta, Heinrich (1800–1859), deutscher Kaufmann und Politiker
- Trombetta, Joseph (1772–1841), Mitglied des Nassauischen Landtags
- Trombetta, Luigi (1820–1900), italienischer Kurienkardinal
- Trombetta, Raffaele (* 1960), italienischer Diplomat
- Trombetti, Alfredo (1866–1929), italienischer Sprachforscher und Hochschullehrer
- Trombin, Cristovao (* 1980), brasilianischer Fußballspieler
- Trombini, Cesare (1835–1898), italienischer Violinist und Dirigent
- Trombini, Elena (* 1962), italienische Psychologin und Kinderpsychotherapeutin
- Trombini, Giancarlo (* 1934), italienischer Psychologe
- Trombini-Kazuro, Margerita (1891–1979), polnische Pianistin, Cembalistin und Musikpädagogin
- Trombke, Gustav (1900–1978), deutscher Schauspieler und Conférencier
- Trombly, Preston (* 1945), US-amerikanischer Komponist und Bildender Künstler
- Tromboncino, Bartolomeo, italienischer Komponist der Renaissance
- Trombone Shorty (* 1986), US-amerikanischer R&B- und Jazz-MusikerTrombone Shorty (* 1986)

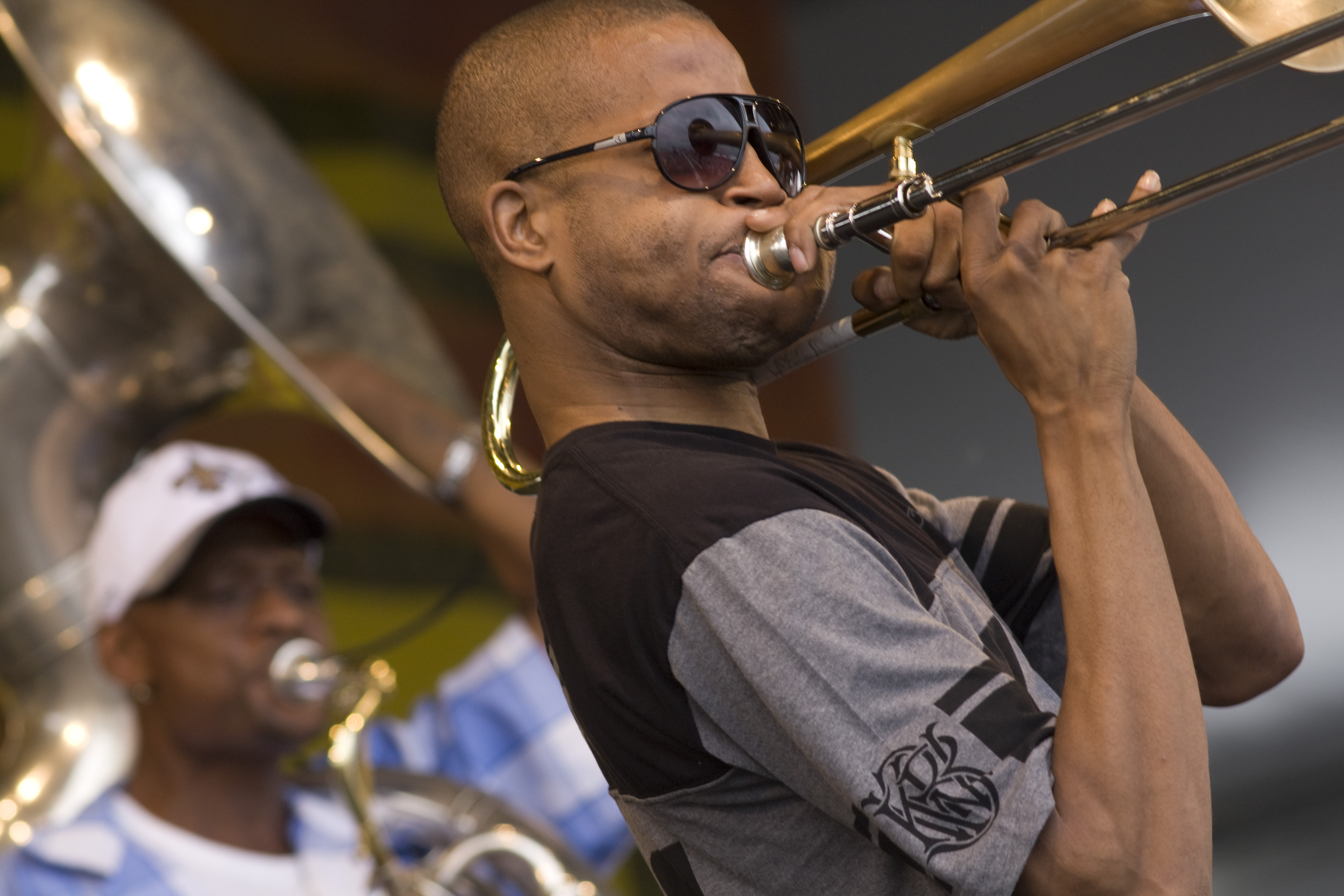
Trombone Shorty (* 1986)

- Trömel, Martin (1934–2017), deutscher Chemiker und Hochschullehrer
- Trömel, Paul (1881–1949), deutscher Bürgermeister und Politiker (Freisinnige Volkspartei (FVp))
- Trömel-Plötz, Senta (* 1939), deutsche Sprachwissenschaftlerin
- Tromelin, Louis (1786–1867), französischer Marine-Kapitän
- Trömer, Johann Christian (1697–1756), Dialektdichter
- Tromer, Laurens (* 1995), niederländischer Tischtennisspieler
- Tromholt, Sophus (1851–1896), dänischer Lehrer, Polarlichtforscher und Hobbyfotograf
- Tromla (* 1975), deutscher Schlagzeuger
- Tromlitz, Johann George (1725–1805), deutscher Flötist, Flötenbauer und Komponist
- Tromm, Emma (1896–1991), deutsche Kommunistin und Schriftstellerin
- Tromm, Heinrich (1896–1942), deutscher Soldat und Sportler
- Tromm, Helmut (* 1943), deutscher Opernsänger (Tenor)
- Trommer, Barbara (* 1946), deutsche Schauspielerin, Synchron- und Hörspielsprecherin
- Trommer, Bruno (1865–1946), preußischer und osmanischer Generalmajor
- Trommer, Eberhard (* 1939), deutscher Fußballspieler
- Trommer, Gerd (* 1941), deutscher Ingenieur und Autor von historischen Romanen
- Trommer, Günther (1918–1990), deutscher Politiker (SPD), MdL
- Trommer, Hans (1904–1989), Schweizer Filmregisseur
- Trommer, Harry (1904–1980), deutscher Schriftsteller
- Trommer, Johannes (* 1951), deutscher Diplomat
- Trommer, Richard, deutscher KZ-Arzt und Hauptsturmführer der SS
- Trommer, Siegfried (1938–2018), deutscher Politiker (CDU)
- Trommer, Uwe (* 1964), deutscher Fußballspieler und -trainer
- Trommer, Wolfgang (1927–2018), deutscher Dirigent und Hochschullehrer
- Trommler, Birgitta (* 1944), deutsche Tänzerin, Choreografin und Regisseurin
- Trommler, Gotthard (1931–2014), deutscher nordischer Skisporttrainer
- Trommler, Heinrich (* 1782), Landtagsabgeordneter Großherzogtum Hessen
- Trommsdorff, Ernst (1905–1996), deutscher Chemiker
- Trommsdorff, Fro (1909–1995), deutscher Geophysiker und Hochschullehrer
- Trommsdorff, Gisela (* 1941), deutsche Psychologin und Soziologin
- Trommsdorff, Helena, deutsche Theaterschauspielerin
- Trommsdorff, Hermann (1811–1884), deutscher Chemiker, Unternehmer und Apotheker
- Trommsdorff, Johann Bartholomäus (1770–1837), deutscher Apotheker
- Trommsdorff, Johann Samuel (1676–1713), deutscher evangelischer Theologe und Philosoph
- Trommsdorff, Paul (1870–1940), deutscher Bibliothekar
- Trommsdorff, Siegfried (1902–1975), deutscher Politiker (CDU), MdV
- Trommsdorff, Volker (* 1943), deutscher Ökonom
- Trommsdorff, Volkmar (1936–2005), deutscher Mineraloge
- Trommsdorff, Wilhelm Bernhard (1738–1782), deutscher Mediziner, Chemiker und Botaniker
- Tromnau, Gernot (* 1939), deutscher Prähistoriker und Museumsdirektor
- Trömner, Ernst (1868–1930), deutscher Neurologe
- Tromp, Cornelis (1629–1691), niederländischer MarineoffizierCornelis Tromp (1629–1691)

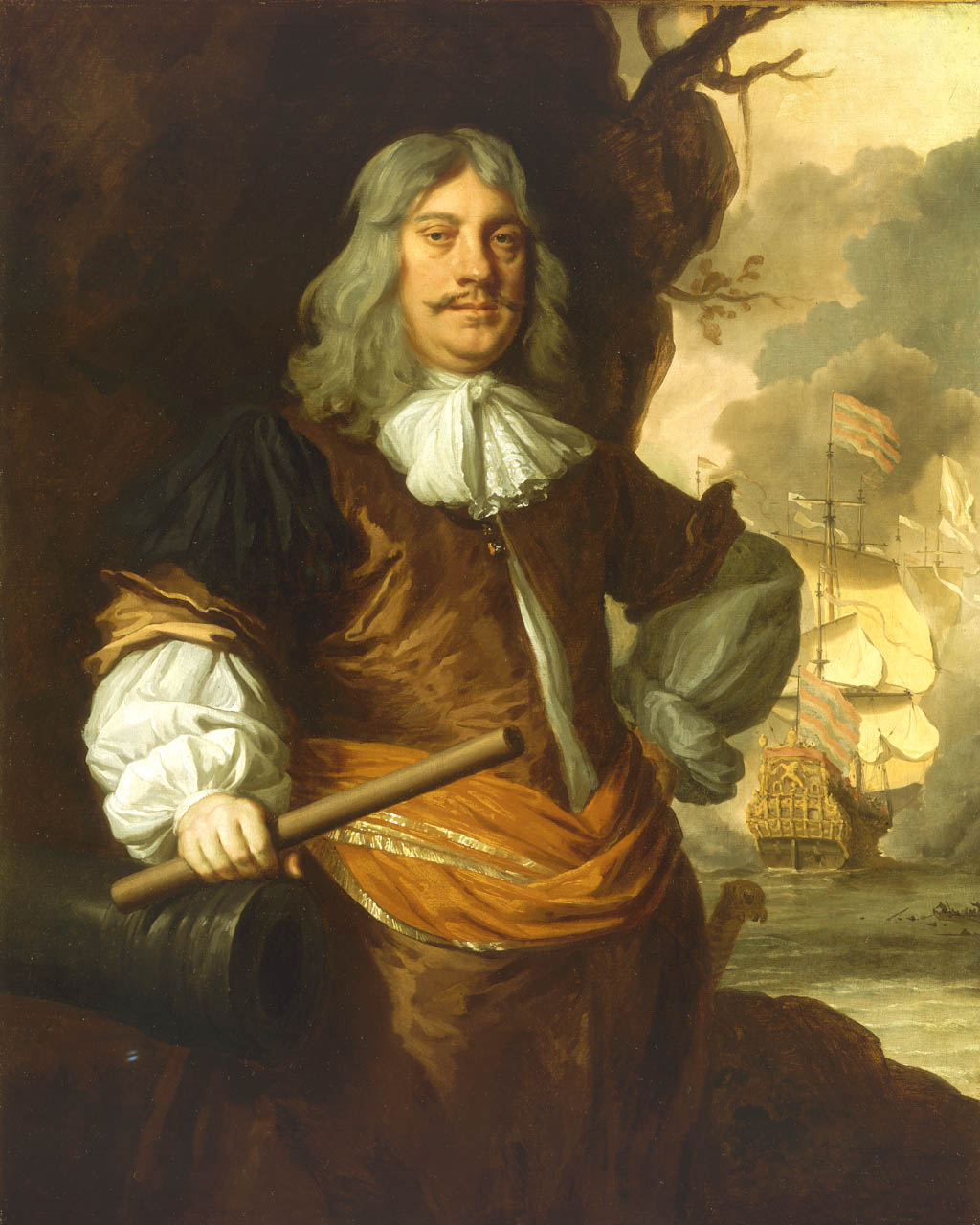
Cornelis Tromp (1629–1691)

- Tromp, Frederik Cornelis (1828–1900), niederländischer Seeoffizier und Politiker
- Tromp, Geertruida Adriana (1863–1951), niederländische Lobbyistin für Niederländisch-Ostindien
- Tromp, Maarten (1598–1653), niederländischer Admiral
- Tromp, Rudolf M. (* 1954), niederländischer Physiker
- Tromp, Sebastian (1889–1975), niederländischer Geistlicher, Fundamentaltheologe
- Tromp, Solco Walle (1909–1983), niederländischer Geologe und Biometeorologe
- Tromp, Stephan (* 1965), deutscher Politiker (CDU), MdA
- Tromp, Winfried (1938–2002), deutscher Politiker (CDU), Mitglied des Abgeordnetenhauses von Berlin
- Trompenaars, Fons (* 1952), niederländischer Wissenschaftler im Bereich der interkulturellen Kommunikation
- Trompeo, Pietro Paolo (1886–1958), italienischer Autor, Romanist und Französist
- Trompertz, Moritz (* 1995), deutscher Hockeyspieler
- Trompeter, Caroline (* 1994), deutsche Kanutin
- Trompeter, Jim (* 1961), US-amerikanischer Jazzpianist und -komponist
- Trompeter, Julia (* 1980), deutsche Autorin
- Trompetter, Betty (1917–2003), jüdische niederländische Widerstandskämpferin während des Zweiten Weltkriegs
- Trompetter, Peter, deutscher Fußballschiedsrichter
- Trompowsky, Edmund von (1851–1919), deutsch-baltischer Architekt des Jugendstils
- Trompowsky, Octávio (1897–1984), brasilianischer Schachspieler
- Trompter, Tina (* 2001), deutsche Politikerin (CDU)

### Tron
- Tron (1972–1998), deutscher Hacker und Phreaker
- Tron, Niccolò († 1473), Doge von Venedig
- Tronborg, Michael (* 1983), dänischer Radrennfahrer
- Troncatti, Maria (1883–1969), italienische Ordensschwester und Missionarin in Ecuador
- Tronche, Émilie (* 1996), französische Regisseurin und Drehbuchautorin
- Tronchet (* 1958), französischer Comicautor
- Tronchet, François Denis (1726–1806), französischer Jurist; Verteidiger von Ludwig XVI.
- Tronchetti Provera, Marco (* 1948), italienischer GeschäftsmannMarco Tronchetti Provera (* 1948)

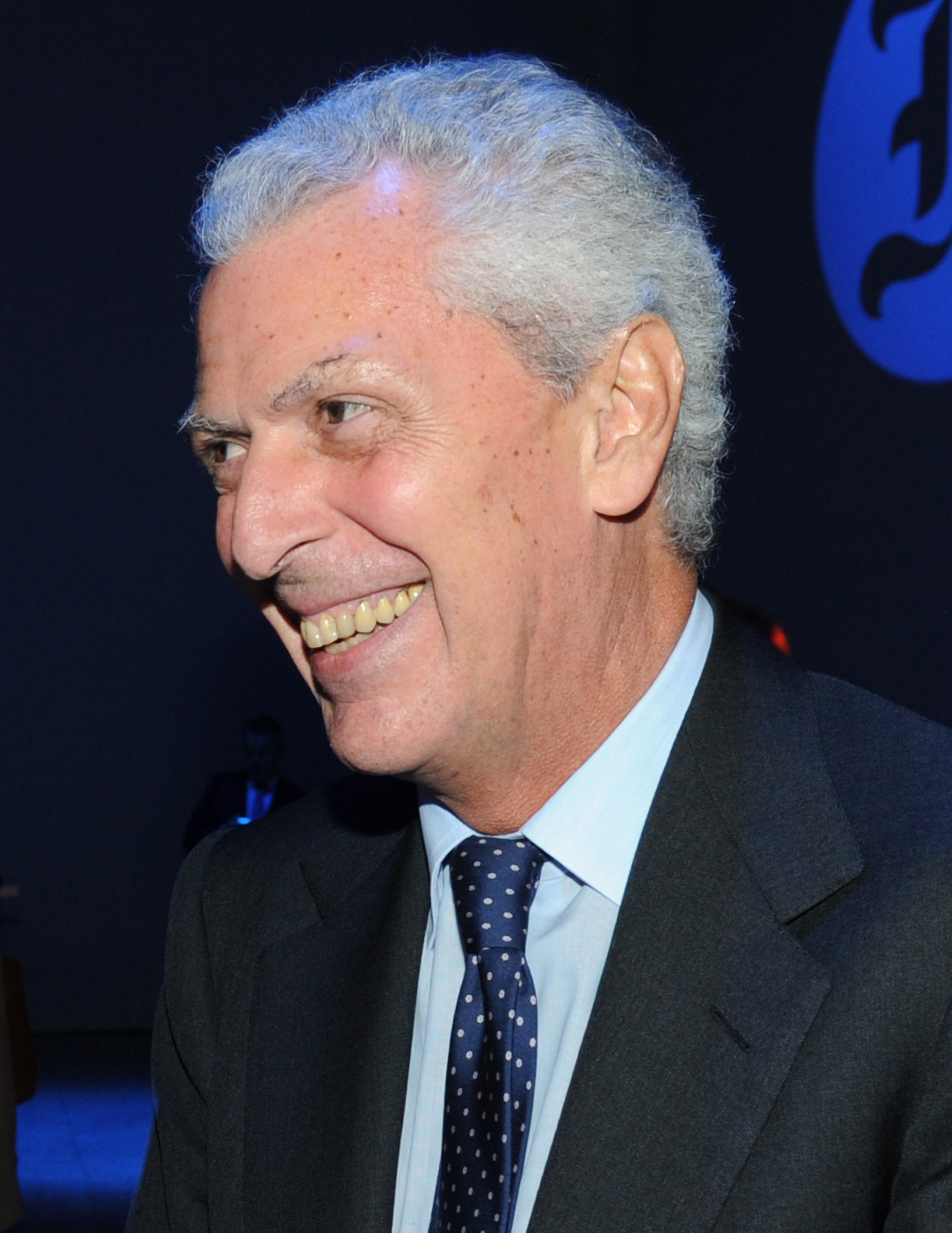
Marco Tronchetti Provera (* 1948)

- Tronchin, Giampaolo (1940–2021), italienischer Ruderer
- Tronchin, Jean Robert (1702–1788), Schweizer Bankier
- Tronchin, Louis (1629–1705), Schweizer reformierter Theologe
- Tronchin, Théodore (1582–1657), Schweizer reformierter Theologe, Orientalist und Rektor der Genfer Akademie
- Tronchin, Théodore (1709–1781), schweizerisch-französischer Arzt
- Tronchon, Bastien (* 2002), französischer Radrennfahrer
- Tronchon, Henri (1877–1941), französischer Romanist und Komparatist
- Trončinský, Marek (1988–2021), tschechischer Eishockeyspieler
- Tronco, Louriza (* 1993), kanadische Schauspielerin
- Tronconi, Carolina (1913–2008), italienische Turnerin
- Troncoso de la Concha, Manuel de Jesus (1878–1955), Präsident der Dominikanischen Republik und Schriftsteller
- Troncoso Troncoso, Enrique (1937–2018), chilenischer Geistlicher und römisch-katholischer Bischof von Melipilla
- Troncoso, Bienvenido (1909–1961), dominikanischer Sänger, Gitarrist und Komponist
- Troncoso, Manuel (1927–2012), dominikanischer Komponist
- Trondheim, Lewis (* 1964), französischer ComiczeichnerLewis Trondheim (* 1964)

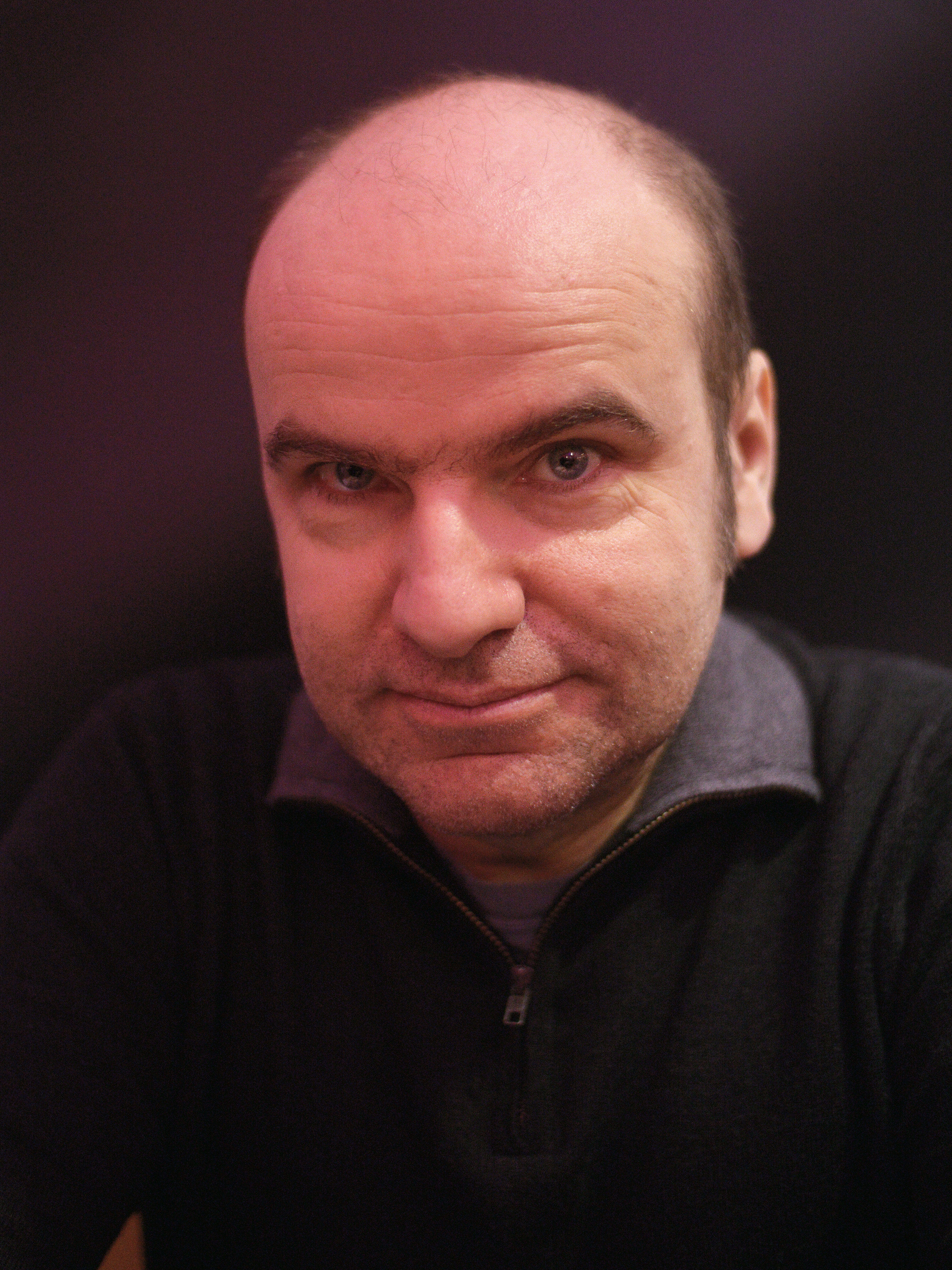
Lewis Trondheim (* 1964)

- Tröndle, Angela (* 1983), österreichische Jazzmusikerin (Gesang, Piano, Komposition)
- Tröndle, Henry (1906–1991), deutscher Radsportler
- Tröndle, Herbert (1919–2017), deutscher Rechtswissenschaftler, Richter, Autor und Hochschullehrer
- Tröndle, Martin (* 1971), deutscher Kulturwissenschaftler und Kultursoziologe
- Tröndle-Engel, Amanda (1861–1956), Schweizer Malerin, Kunstvermittlerin und Pädagogin
- Tröndlin, Carl Bruno (1835–1908), deutscher Politiker (NLP), MdR, MdL, Oberbürgermeister von Leipzig
- Tröndlin, Johann Nepomuk (1790–1862), deutscher Klavierbauer
- Trondsen, Anders (* 1995), norwegischer Fußballspieler
- Trondsen, Krister (* 1978), norwegischer Skilangläufer
- Tróndur í Gøtu († 1035), Wikingerhäuptling auf den Färöern
- Trone, David (* 1955), amerikanischer Unternehmer und Politiker der Demokratischen Partei
- Tronel, Valentina (* 2009), französische Sängerin
- Tronescu, Carmen (* 1981), rumänische Bobfahrerin
- Tronêt, Filip (* 1993), schwedischer Fußballspieler
- Tronet, Steven (* 1986), französischer Radrennfahrer
- Trong Hieu (* 1992), deutsch-vietnamesischer Sänger und TänzerTrong Hieu (* 1992)

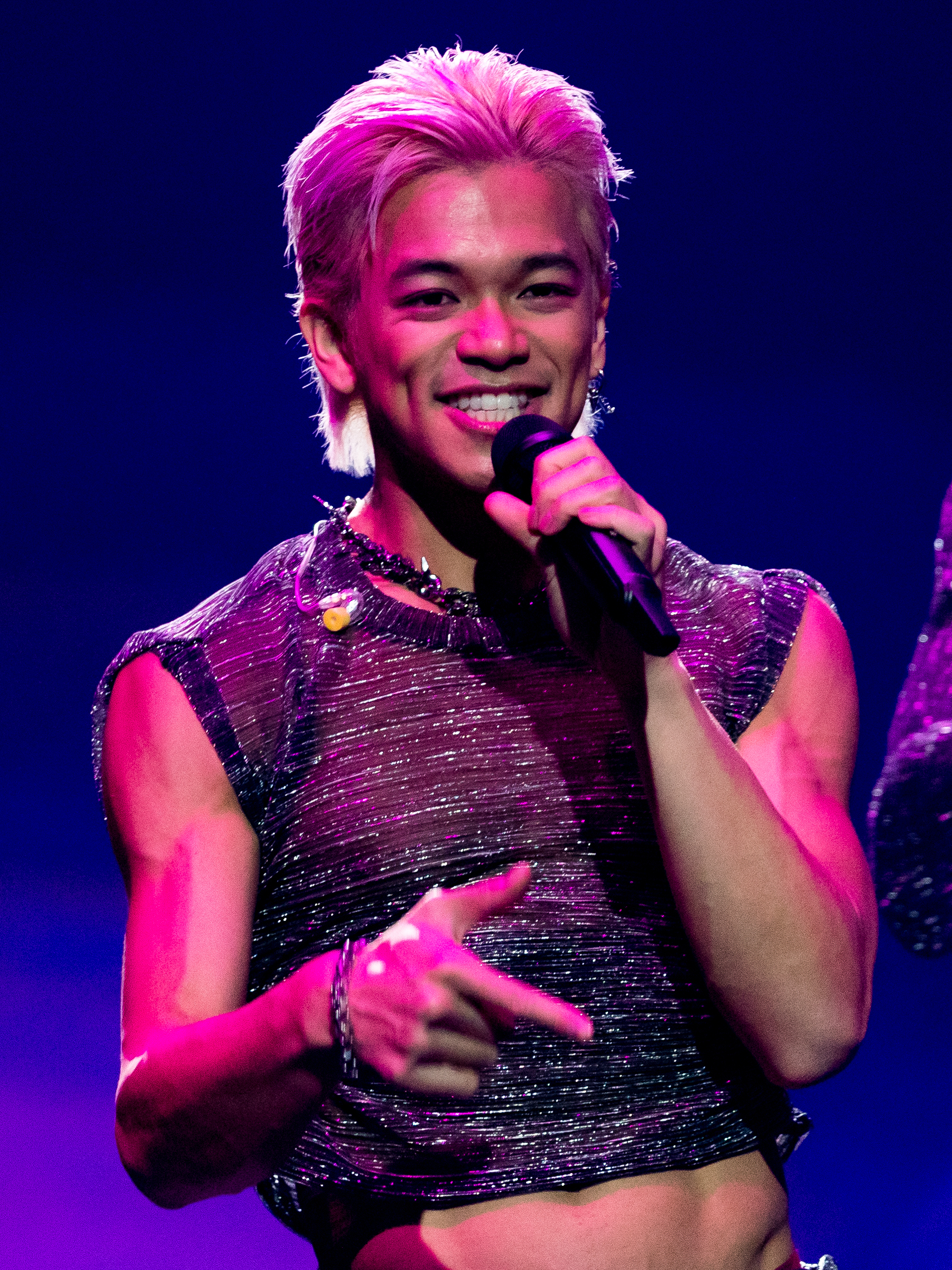
Trong Hieu (* 1992)

- Trọng Tấn (* 1976), vietnamesischer Sänger
- Tronick, Edward, US-amerikanischer Entwicklungspsychologe
- Tronick, Michael (* 1949), US-amerikanischer Filmeditor
- Tronjeck, Werner (1909–1978), deutscher Schauspieler
- Tronko, Petro (1915–2011), ukrainischer Historiker und Politiker
- Tronner, Hans (1883–1951), österreichischer Diskuswerfer und Kugelstoßer
- Tronnier, Adolph (1875–1962), deutscher Bibliothekar
- Tronnier, Albrecht Wilhelm (1902–1982), deutscher Optik-Konstrukteur
- Tronnier, Georg (1873–1962), deutscher Maler
- Tronnier, Louis (1897–1952), deutscher Offizier, zuletzt Generalmajor im Zweiten Weltkrieg
- Tronnier, Richard (1878–1947), deutscher Musikschriftsteller und Komponist
- Tronnier, Volker Martin (* 1958), deutscher Neurochirurg
- Tronser, Ursula (* 1950), deutsche Richterin am Bundespatentgericht
- Tronson du Coudray, Guillaume Alexandre (1750–1798), französischer Advokat
- Tronson, Robert (1924–2008), britischer Film- und Fernsehregisseur
- Tronti, Mario (1931–2023), italienischer Philosoph, Operaist
- Tronvoll, Mette (* 1965), norwegische Fotografin
- Tronzo, David (* 1957), US-amerikanischer Gitarrist

### Troo
- Trooboff, Peter (* 1942), amerikanischer Jurist
- Troock, Branden (* 1994), kanadischer Eishockeyspieler
- Troode, Chris (* 1983), australischer Sprinter
- Trooger, Margot (1923–1994), deutsche Schauspielerin
- Trooger, Sabina (* 1955), deutsche Schauspielerin
- Troonbeeckx, Lode (* 1938), belgischer Radrennfahrer
- Troop, Arthur (1914–2000), britischer Polizeibeamter und Gründer der International Police Association
- Trooper Da Don (* 1973), deutscher Rapper
- Troost, Axel (1954–2023), deutscher Wirtschaftswissenschaftler und Politiker (Die Linke), MdBAxel Troost (1954–2023)

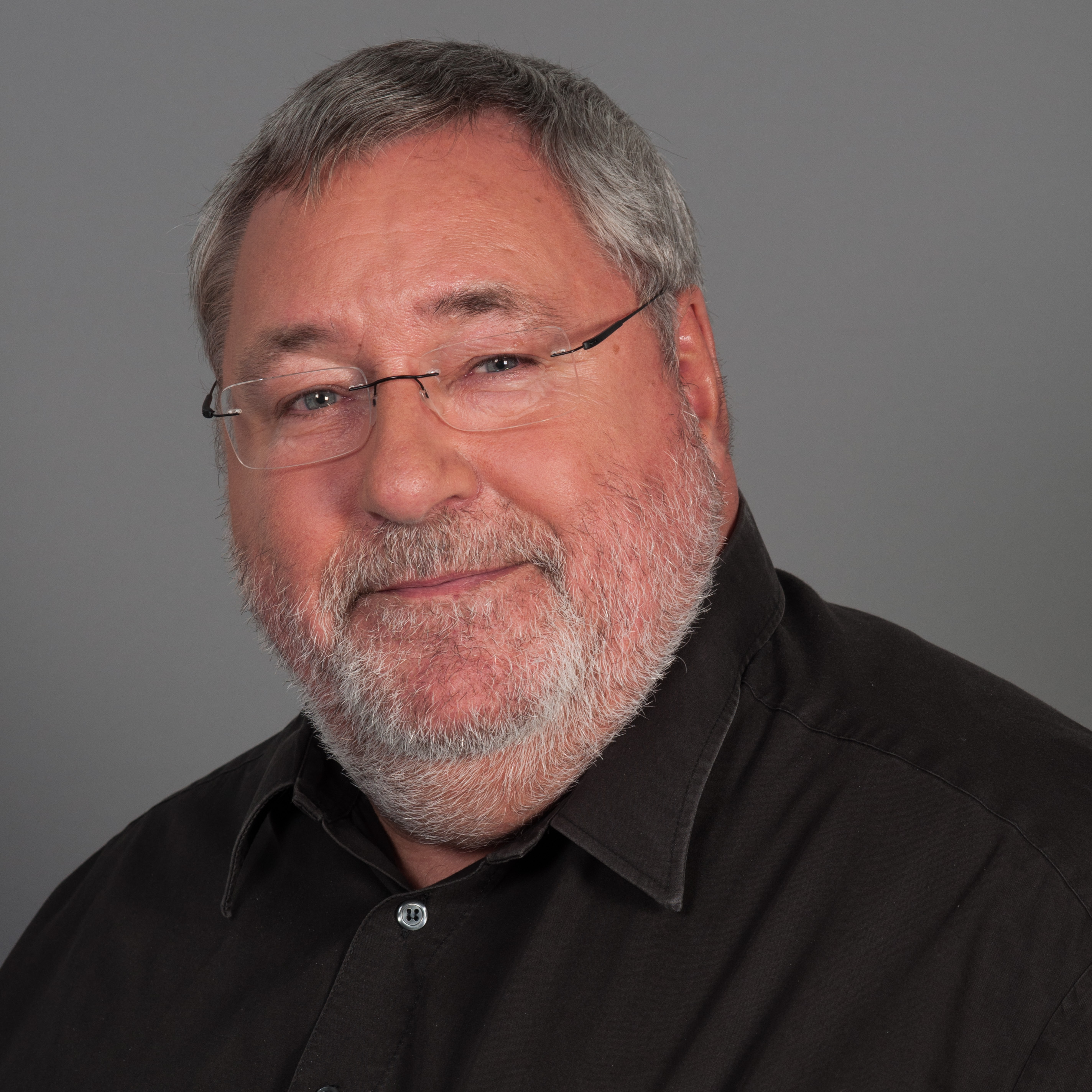
Axel Troost (1954–2023)

- Troost, Ernest (* 1953), US-amerikanischer Komponist und Musiker
- Troost, Gerdy (1904–2003), deutsche Architektin im Umfeld Adolf Hitlers
- Troost, Gerhard (1906–1999), deutscher Oenologe
- Troost, Herman (* 1943), niederländischer Politiker (VSP)
- Troost, Huib (* 1971), niederländischer Tennisspieler
- Troost, J. Maarten (* 1969), niederländisch-kanadisch-amerikanischer Reiseschriftsteller
- Troost, Jakob (1820–1899), katholischer Theologe
- Troost, Johann Caspar (1759–1830), rheinischer Textilfabrikant und preußischer Kommerzienrat
- Troost, Karl (* 1854), deutscher Klassischer Philologe und Lehrer
- Troost, Paul Ludwig (1878–1934), deutscher ArchitektPaul Ludwig Troost (1878–1934)

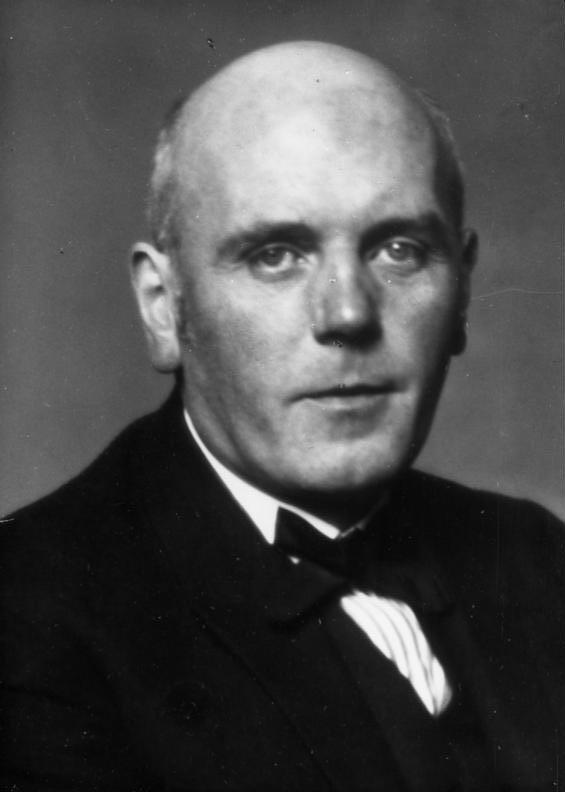
Paul Ludwig Troost (1878–1934)

- Troost, Sara (1732–1803), niederländische Malerin und Zeichnerin
- Troost, Sjaak (* 1959), niederländischer Fußballspieler
- Troost, Willem, niederländischer Landschafts- und Porträtmaler
- Troost, Willem (1812–1893), niederländischer Landschaftsmaler und Lithograf
- Troost-Ekong, William (* 1993), niederländisch-nigerianischer Fußballspieler
- Troostwijk, Adriaan Paets van (1752–1837), niederländischer Chemiker
- Trooz, Jules de (1857–1907), belgischer Politiker und Premierminister

### Trop
- Tropa, Alfredo (1939–2020), portugiesischer Filmregisseur
- Tropa, Rūta Irbe (* 1992), lettische Grasskiläuferin
- Trope, Yaacov (* 1945), US-amerikanischer Psychologe
- Tropea, John (* 1946), amerikanischer Fusion-Gitarrist
- Tropez, Aurélie (* 1981), französische Jazzmusikerin (Saxophon, Klarinette)
- Tropf (* 1976), deutscher Hip-Hop-Produzent
- Tropf, Karl-Friedrich (1939–2024), deutscher Jurist, Richter am Bundesgerichtshof (1989–2004)
- Tropfke, Johannes (1866–1939), deutscher Mathematiker
- Trophimus, Bischof der Stadt Arles, Heiliger
- Trophymus, antiker römischer Ringmacher
- Tropico (* 1985), italienischer Cantautore
- Tropinin, Wassili Andrejewitsch (1776–1857), russischer Porträtmaler
- Troplini, Shkëlqim (1966–2020), albanischer Ringer
- Troplowitz, Oscar (1863–1918), deutscher Apotheker und Unternehmer, MdHBOscar Troplowitz (1863–1918)

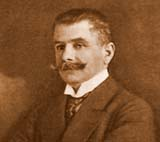
Oscar Troplowitz (1863–1918)

- Tropnikow, Alexander (* 1965), russischer und kirgisischer Biathlet
- Tropnikow, Alexei (* 1978), russischer Skilangläufer
- Tropp, Corey (* 1989), US-amerikanischer Eishockeyspieler
- Tropp, Laco (1939–2018), slowakischer Jazzschlagzeuger
- Troppa, Rainer (* 1958), deutscher FußballspielerRainer Troppa (* 1958)

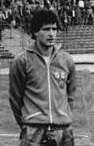
Rainer Troppa (* 1958)

- Troppaneger, Johann Christoph (1650–1729), kursächsischer Leibarzt und Hofrat
- Troppenz, Hermann (1889–1964), deutscher Politiker (SPD), MdB
- Troppenz, Walter (1897–1974), deutscher Schriftsteller und Journalist
- Tropper, Herbert (1931–2023), österreichischer Politiker (ÖVP)
- Tropper, Jonathan (* 1970), US-amerikanischer Schriftsteller und Drehbuchautor
- Tropper, Josef (* 1963), österreichischer Semitist
- Tropper, Peter Günther (* 1956), österreichischer römisch-katholischer Kirchenhistoriker und Diözesan-Archivar der Diözese Gurk
- Troppert, Rudolf (1909–1999), österreichischer Gewichtheber
- Troppmann, Artur (1930–1997), deutscher Arbeiter und Schriftsteller
- Troppmann, Günther (* 1951), deutscher Manager
- Troppmann, Jean-Baptiste (1849–1870), französischer achtfacher Mörder
- Tropsch, Hans (1889–1935), deutscher ChemikerHans Tropsch (1889–1935)

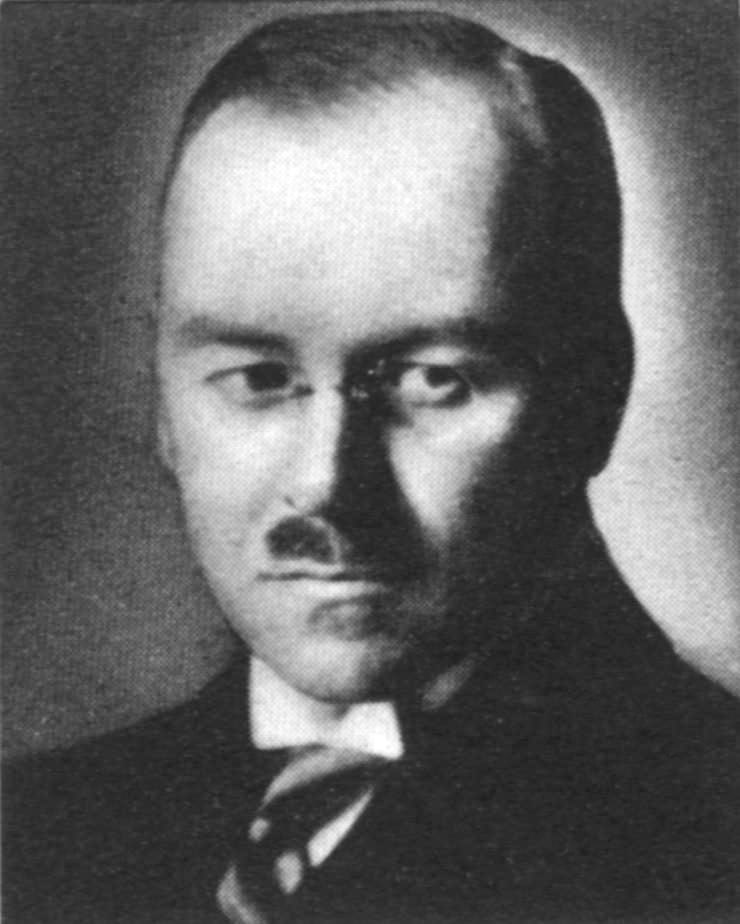
Hans Tropsch (1889–1935)

- Tropsch, Rudolf (* 1870), österreichischer Architekt

### Tros
- Trösch, Jürgen (* 1970), deutscher Künstler und Designer
- Trösch, Rebecca (* 1980), Schweizer Filmeditorin
- Trösch, Robert (1911–1986), Schweizer Schauspieler und Regisseur in der DDR
- Trösch, Walter (1875–1959), Schweizer Druckereiunternehmer, Verleger und Politiker
- Troschel, Benny (* 1996), deutscher Jazzmusiker (Trompete, Arrangement)
- Troschel, Elise (1869–1952), deutsche Ärztin, eine der ersten Frauen, die in Deutschland die Approbation erhielt
- Troschel, Ernst August (1868–1914), Wasserbau-Ingenieur
- Troschel, Franz Hermann (1810–1882), deutscher Zoologe
- Troschel, Friedrich (1765–1832), deutscher Verwaltungsjurist und Regierungspräsident
- Troschel, Hans (1899–1979), deutscher Kunstmaler
- Troschel, Hans der Jüngere (1585–1628), deutscher Kupferstecher
- Troschel, Julius (1806–1863), deutscher Bildhauer
- Tröscher, Adelheid (* 1939), deutsche Politikerin (SPD), MdB
- Tröscher, Tassilo (1902–2003), deutscher Politiker (SPD), MdL und Hessischer Minister für Landwirtschaft und Forsten
- Troschetschkin, Alexander Igorewitsch (* 1996), russischer Fußballspieler
- Troschew, Andrei Nikolajewitsch (* 1962), sowjetisch-russischer Offizier
- Troschew, Gennadi Nikolajewitsch (1947–2008), russischer General
- Troschin, Wladimir Konstantinowitsch (1926–2008), sowjetischer und russischer Sänger, Theater- und Filmschauspieler
- Troschke, Aaron (* 1989), deutscher Moderator, Reporter und YouTuberAaron Troschke (* 1989)

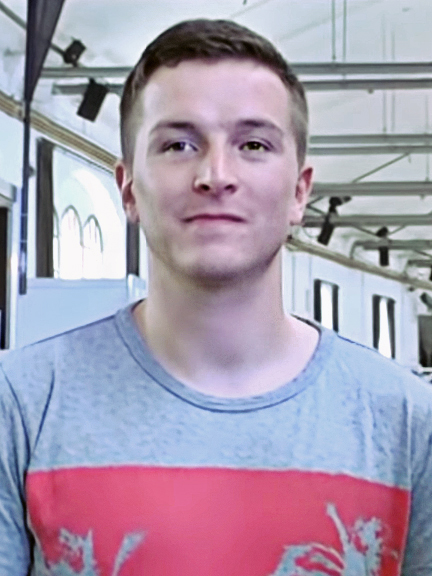
Aaron Troschke (* 1989)

- Troschke, Christoph von (1603–1655), preußischer Staatsmann
- Troschke, Ernst Friedrich von (1741–1809), preußischer Generalmajor
- Troschke, Ernst Gotthilf von (1724–1786), preußischer Oberst, Ritter des Pour le Mérite
- Troschke, Ernst Maximilian von (1780–1847), preußischer Generalleutnant, Kommandeur der 4. Landwehr-Brigade
- Troschke, Ernst von (1859–1922), preußischer Verwaltungsjurist und Landrat
- Troschke, Jürgen von (1941–2019), deutscher Medizinsoziologe
- Troschke, Karl Ludwig von (1718–1801), preußischer Generalleutnant, Chef des Infanterie-Regiments Nr. 50
- Troschke, Maximilian von (1719–1784), preußischer Kammerherr und Landrat
- Troschke, Maximilian von (1864–1942), preußischer Landrat
- Troschke, Paul (1868–1959), deutscher Geistlicher und Kirchenstatistiker
- Troschke, Theodor von (1810–1876), preußischer Generalleutnant
- Troschtschinski, Alexei (* 1973), kasachischer Eishockeyspieler
- Troschtschinski, Andrei (1978–2015), kasachischer Eishockeyspieler
- Trosell, Aino (* 1949), schwedische Schriftstellerin
- Troshani, Nikollë (1915–1994), albanischer römisch-katholischer Geistlicher und Apostolischer Administrator von Durrës
- Trosiener, Christian Heinrich (1730–1797), deutscher Kaufmann und Ratsherr in Danzig
- Troska, Hubertus (* 1960), deutscher Manager bei der Daimler AG
- Troska, J. M. (1881–1961), tschechischer Schriftsteller
- Troska, Oliver (* 1988), deutscher Schauspieler
- Troška, Zdeněk (* 1953), tschechischer Filmregisseur und Drehbuchautor
- Troske, Ludwig (1856–1934), deutscher Ingenieur und Rektor der Leibniz Universität Hannover (1917–1919)
- Trösken, Helga (1942–2019), evangelische Pröpstin für Rhein-Main
- Trošková, Mária (* 1987), slowakische Politikberaterin, Unternehmerin und Model
- Trosky, Ewald Hermann von (1823–1906), sächsischer Generalmajor
- Trosky, Ewald von (1786–1827), preußischer Landrat
- Troso, Aia-Eza (* 1976), angolanischer Politiker (MPLA)
- Trosper, Guy (1911–1963), US-amerikanischer Drehbuchautor und Schriftsteller
- Troß, Karl Ludwig Philipp (1795–1864), deutscher Philologe und Historiker
- Trossard, Leandro (* 1994), belgischer FußballspielerLeandro Trossard (* 1994)

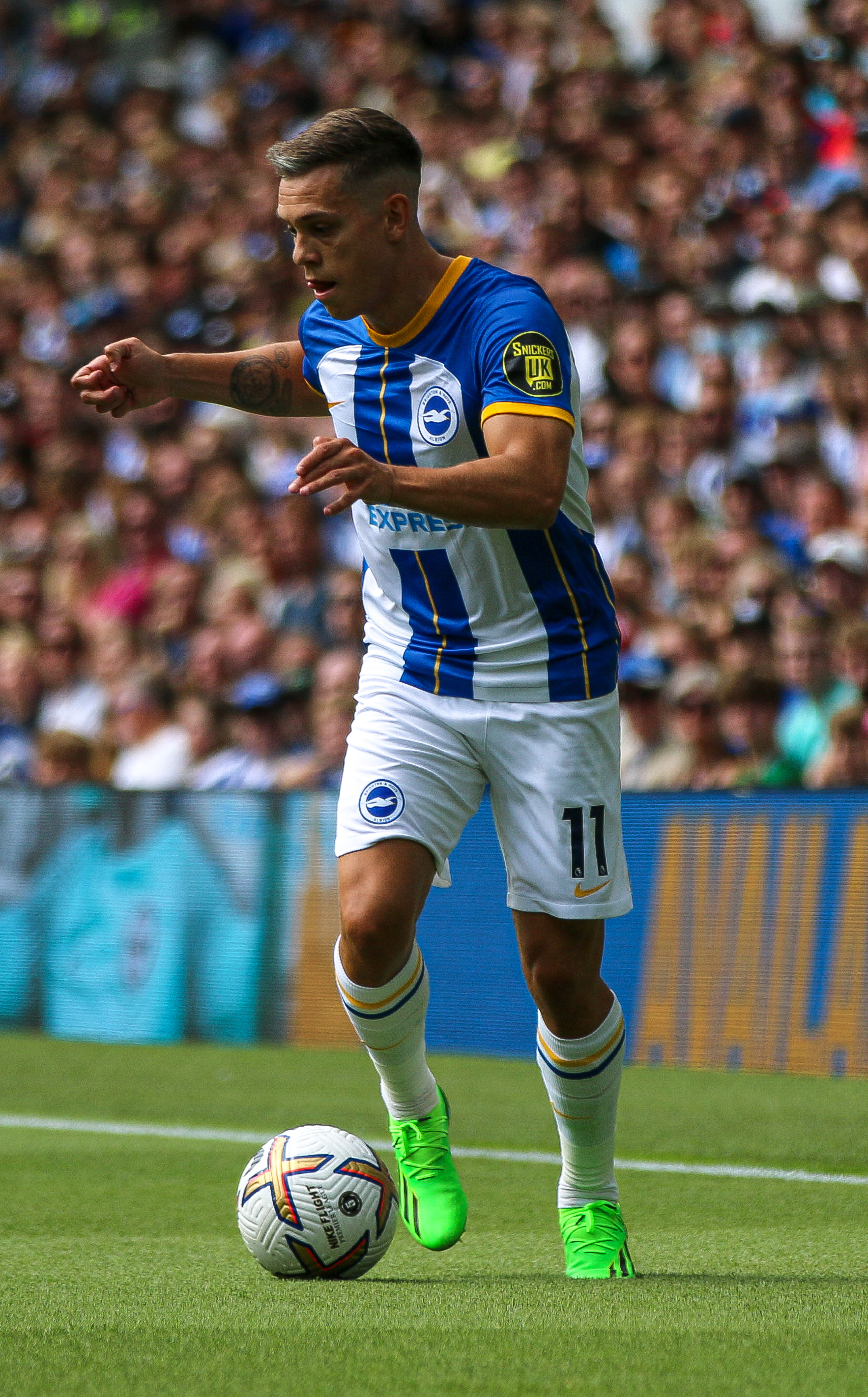
Leandro Trossard (* 1994)

- Troßbach, Heinrich (1903–1947), deutscher Leichtathlet
- Troßbach, Werner (* 1955), deutscher Historiker
- Troßbach, Wolfgang (1927–2021), deutscher Hürdenläufer und Fußballtrainer
- Trosse, Emma (1863–1949), deutsche Schriftstellerin und Lehrerin
- Trossel, Albert von (1817–1875), preußischer Generalleutnant
- Trossel, Ferdinand Ludwig du (1781–1867), preußischer Generalmajor und Kommandeur der Landgendarmerie
- Trossel, Stephan du (1657–1714), preußischer Generalmajor
- Trossen, Nils (* 1970), deutscher Jurist, Richter am Bundesfinanzhof
- Trossero, Enzo (* 1953), argentinischer Fußballtrainer und Fußballspieler
- Trossi, Carlo Felice (1908–1949), italienischer Automobilrennfahrer
- Trossin, Robert (1820–1896), deutscher Kupferstecher
- Troßmann, Hans (1906–1993), deutscher Politiker (CSU) und Direktor beim Deutschen Bundestag
- Troßmann, Karl (1871–1957), deutscher Politiker (BVP), MdR
- Trost, Alessia (* 1993), italienische Hochspringerin
- Trost, Alexander (* 1981), deutscher Handballspieler
- Trost, Andreas (1657–1708), deutsch-österreichischer Kupferstecher
- Trost, Annika Line (* 1977), deutsche Sängerin, Songwriterin, Musik-Produzentin, freie Autorin und Journalistin
- Trost, Armin (* 1966), deutscher Psychologe
- Trost, Barry (* 1941), US-amerikanischer Chemiker
- Trost, Bastian (* 1974), deutscher Schauspieler
- Trost, Brandon (* 1981), US-amerikanischer Kameramann und FilmregisseurBrandon Trost (* 1981)

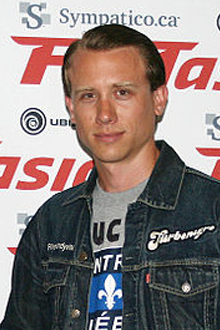
Brandon Trost (* 1981)

- Trost, Carl (1811–1884), deutscher Maler
- Trost, Carlisle (1930–2020), US-amerikanischer Offizier
- Trost, Daniel (1803–1874), deutscher Bürgermeister und Mitglied der kurhessischen Ständeversammlung
- Trost, Dirk (* 1957), deutscher Autor
- Trost, Edgar (1940–2023), deutscher Generalleutnant der Bundeswehr und Historiker
- Trost, Erentrud (1923–2004), deutsche Glasmalerin und Mosaizistin
- Trost, Ernst (1905–1964), österreichischer Kirchenmusiker, Komponist, Organist und Musiklehrer
- Trost, Ernst (1933–2015), österreichischer Journalist und Buchautor
- Trost, Friedrich (1899–1965), deutscher Pädagoge, Institutsdirektor und Professor der Politikwissenschaft
- Trost, Friedrich der Ältere (1844–1922), deutscher Maler, Illustrator und Kunsterzieher
- Trost, Friedrich der Jüngere (1878–1959), deutscher Landschafts- und Architekturmaler sowie Zeichenlehrer
- Trost, Gerhard (1935–2013), deutscher Gebrauchsgrafiker
- Trost, Gottlieb (1672–1728), deutscher Baumeister, Offizier und Zeugmeister
- Trost, Günter (* 1943), deutscher Psychologe
- Trost, Gustav (1892–1969), deutscher Politiker (SPD), MdL
- Trost, Heinrich (1927–2017), deutscher Kunsthistoriker
- Trost, Johann (1639–1700), deutscher Architekt
- Trost, Johann Baptist Matthäus (1669–1727), deutscher Komponist
- Trost, Johann Tobias Gottfried (1651–1721), mitteldeutscher Orgelbauer
- Trost, Karl (1890–1949), deutscher Metzger, Handwerksfunktionär und Senator (Bayern)
- Trost, Katharina (* 1995), deutsche LeichtathletinKatharina Trost (* 1995)

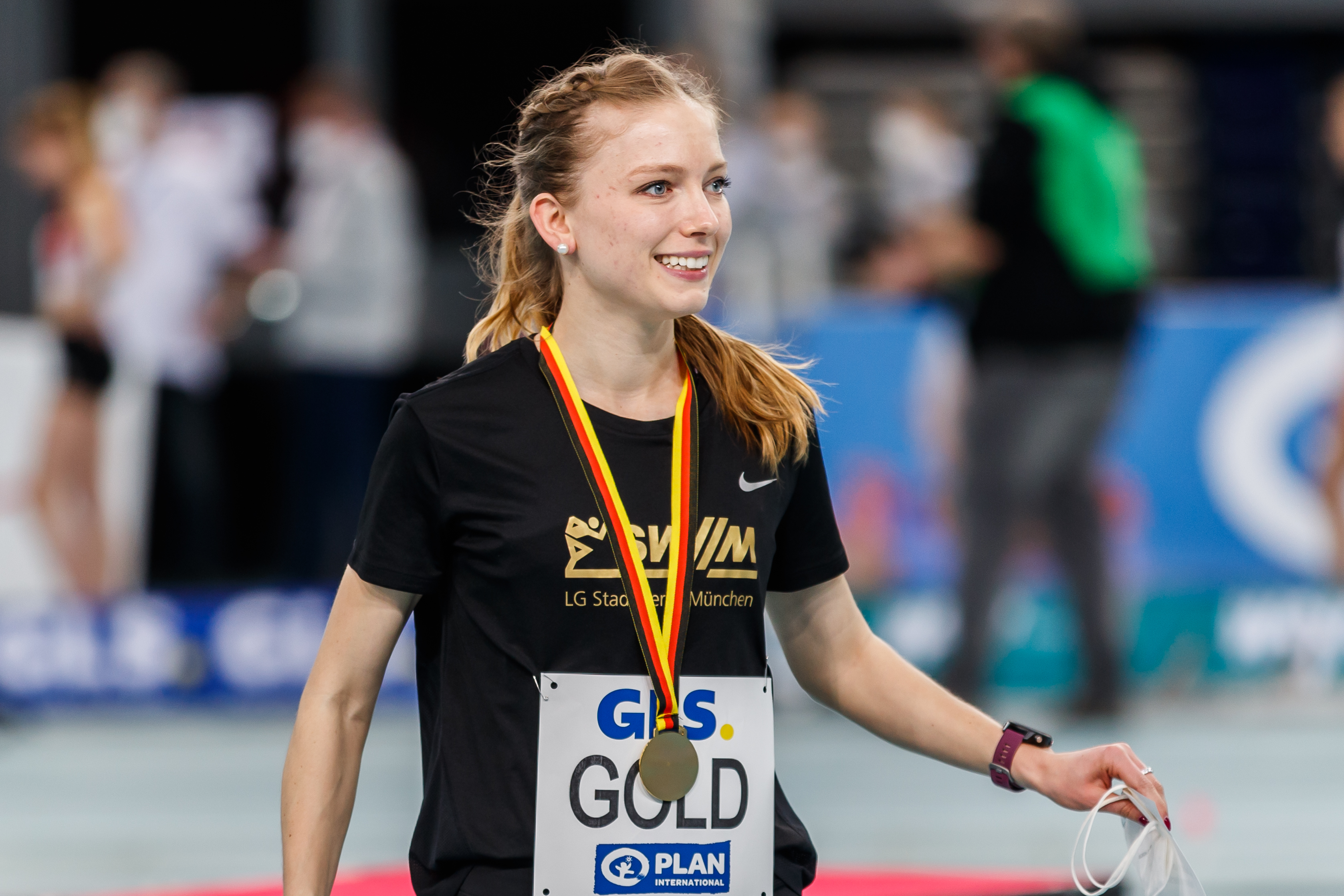
Katharina Trost (* 1995)

- Trost, Katrin (* 1959), deutsche Politikerin (CDU), MdL
- Trost, Martin (1588–1636), deutscher Orientalist
- Trost, Melchior († 1559), deutscher Baumeister
- Trost, Michael (1783–1856), deutscher Glas-, Öl- und Dosenmaler sowie Zeichner
- Trost, Pavel (1907–1987), tschechoslowakischer Linguist und Literaturwissenschaftler
- Trost, Rainer (* 1966), deutscher Opernsänger, Operettensänger, Liedsänger und Oratoriensänger (Tenor)
- Trost, Sebastian (* 1998), deutscher Handballspieler
- Trost, Sibylle (* 1961), deutsche Journalistin und Filmemacherin
- Trost, Theodor (1888–1959), deutscher Polizist
- Trost, Tobias Heinrich Gottfried († 1759), thüringischer Orgelbauer
- Trost, Vera (* 1954), deutsche Kunsthistorikerin und Bibliothekarin
- Trost, Wilhelm (1813–1901), deutscher Maler, Xylograph und Kunsthändler
- Trost, Willy (1924–1977), deutscher Bahnradsportler
- Trostbach, August (1811–1877), deutscher Politiker, Pfarrer und Schriftsteller
- Tröstel, Meinhard († 1264), Adeliger
- Trostel, Rudolf (1928–2016), deutscher Ingenieurwissenschaftler und Hochschullehrer
- Trostel, Sandra (* 1976), deutsche Filmeditorin, Filmregisseurin, Drehbuchautorin und Filmproduzentin
- Trostel, Wilhelm (1894–1942), Schweizer Kommunist
- Trostel, Yasmin (* 1975), deutsche Fußballspielerin
- Trosten, Signe (* 1970), norwegische Biathletin
- Tröster Klemm, Sara (* 1980), schweizerische Kunsthistorikerin, Journalistin und Autorin
- Tröster, Achim (* 1959), deutscher Diplomat
- Tröster, Johannes († 1485), deutscher Kanoniker und Humanist
- Tröster, Johannes, siebenbürgisch-sächsischer Humanist, Historiker und Geograph
- Tröster, Sabrina (* 2004), deutsche Handballspielerin
- Trostjanski, Wladlen Konstantinowitsch (1935–2014), sowjetischer Ringer
- Tröstl, Margarete (1911–2025), österreichische Supercentenarian
- Trostorf, Julian (* 1986), deutscher Schauspieler
- Trostorff, Klaus (1920–2015), deutscher Direktor der Mahn- und Gedenkstätte Buchenwald
- Tröstrum, Christine (1972–2024), deutsche Managerin in der Filmbranche
- Trosylho, Bartolomeo, portugiesischer Komponist
- Troszczynski, Mylène (* 1972), französische Politikerin

### Trot
- Trota von Salerno, Ärztin und Autorin
- Trotha, Adolf von (1868–1940), deutscher AdmiralAdolf von Trotha (1868–1940)

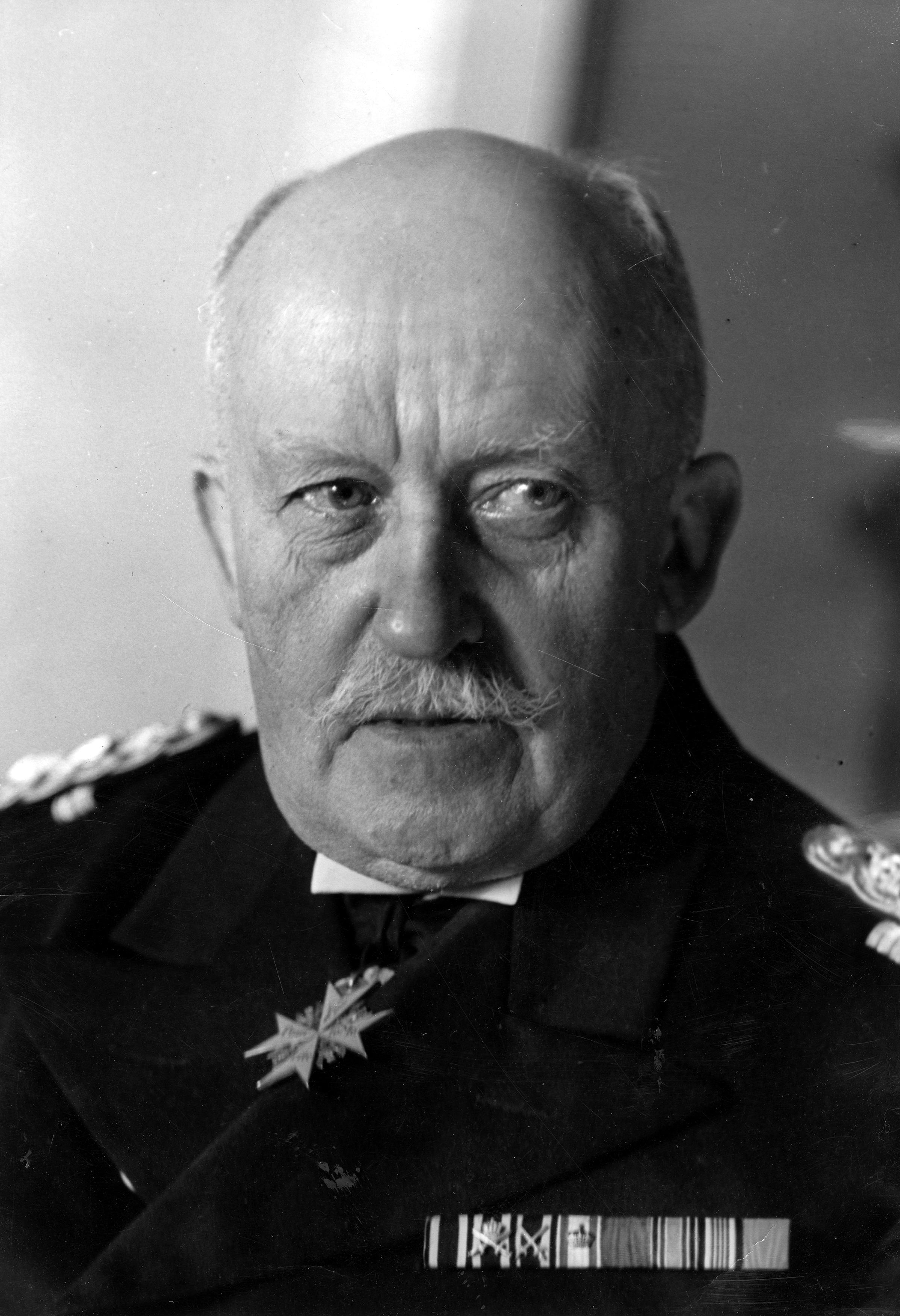
Adolf von Trotha (1868–1940)

- Trotha, Botho Franz Wolfgang von (1853–1929), deutscher Bürgermeister
- Trotha, Carl Dietrich von (1907–1952), deutscher Jurist, Ökonom und Widerstandskämpfer
- Trotha, Clamor von (1894–1988), deutscher Konteradmiral der Kriegsmarine
- Trotha, Désirée von (1961–2021), deutsche Filmautorin, Fotografin, Journalistin und Schriftstellerin
- Trotha, Ernst von (1819–1903), preußischer Generalleutnant
- Trotha, Franz Ulrich von (1806–1860), deutscher Gutsbesitzer und Parlamentarier
- Trotha, Friedrich von (1812–1868), preußischer Generalmajor
- Trotha, Friedrich von (1841–1914), preußischer Generalmajor
- Trotha, Friedrich Wolf von (1829–1885), preußischer Leutnant
- Trotha, Gebhard von (1871–1933), deutscher Verwaltungsbeamter
- Trotha, Hans von († 1503), Ritter, Marschall der Kurfürsten von der Pfalz
- Trotha, Hans von (* 1965), deutscher Historiker, Schriftsteller und Journalist
- Trotha, Hermann von (1804–1891), preußischer General der Kavallerie und langjähriger Generaladjutant der Großherzöge von Hessen und bei Rhein
- Trotha, Klaus von (* 1938), deutscher Politiker (CDU), MdL
- Trotha, Lothar von (1848–1920), preußischer General der Infanterie und KriegsverbrecherLothar von Trotha (1848–1920)

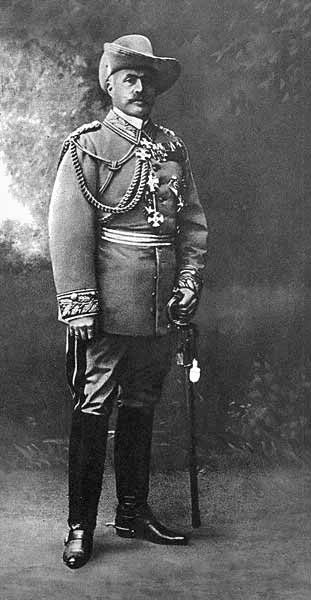
Lothar von Trotha (1848–1920)

- Trotha, Thilo von (1814–1888), preußischer Generalmajor
- Trotha, Thilo von (1873–1947), deutscher Kapitän zur See
- Trotha, Thilo von (1882–1969), deutscher Politiker (DNVP), MdR
- Trotha, Thilo von (1904–1938), deutscher nationalsozialistischer Bürokrat
- Trotha, Thilo von (* 1940), deutscher Jurist und Redenschreiber
- Trotha, Trutz von (1946–2013), deutscher Soziologe
- Trotha, Wilhelm von (1872–1928), deutscher Offizier, Journalist und Schriftsteller
- Trotha, Woldemar von (1797–1859), preußischer Generalleutnant
- Trotha, Wolf Dietrich von (1863–1943), deutscher Verwaltungsbeamter
- Trotha, Wolf von (1884–1946), deutscher Vizeadmiral der Kriegsmarine
- Trotignon, Baptiste (* 1974), französischer Jazzmusiker (Piano, Komposition)
- Trotman, Alexander, Baron Trotman (1933–2005), britischer Manager
- Trotman, Julia (* 1968), US-amerikanische Seglerin
- Trotman, Lloyd (1923–2007), US-amerikanischer Jazzmusiker
- Trotman, Zach (* 1990), US-amerikanischer Eishockeyspieler
- Trotman-Harewood, Errol (* 1955), guyanischer Schauspieler
- Trotnow, Helmut (* 1946), deutscher Historiker
- Trotnow, Siegfried (1941–2004), deutscher Gynäkologe und Reproduktionsmediziner
- Trotsche, Carl (1803–1879), Jurist und Gerichtspräsident des Oberappellationsgerichts Rostock
- Trotsche, Karl (1862–1920), deutscher Landwirt und Schriftsteller
- Trötschel, Elfride (1913–1958), deutsche Opern- und Liedersängerin (Sopran)
- Trötschel, Jens (* 1966), deutscher Fußballtorwart
- Trötscher, Otto (1918–2008), deutscher Politiker (KPTsch, SED), Journalist und Widerstandskämpfer
- Trotsenburg, Axel van (* 1958), niederländisch-österreichischer Wirtschaftswissenschaftler und EntwicklungsexperteAxel van Trotsenburg (* 1958)

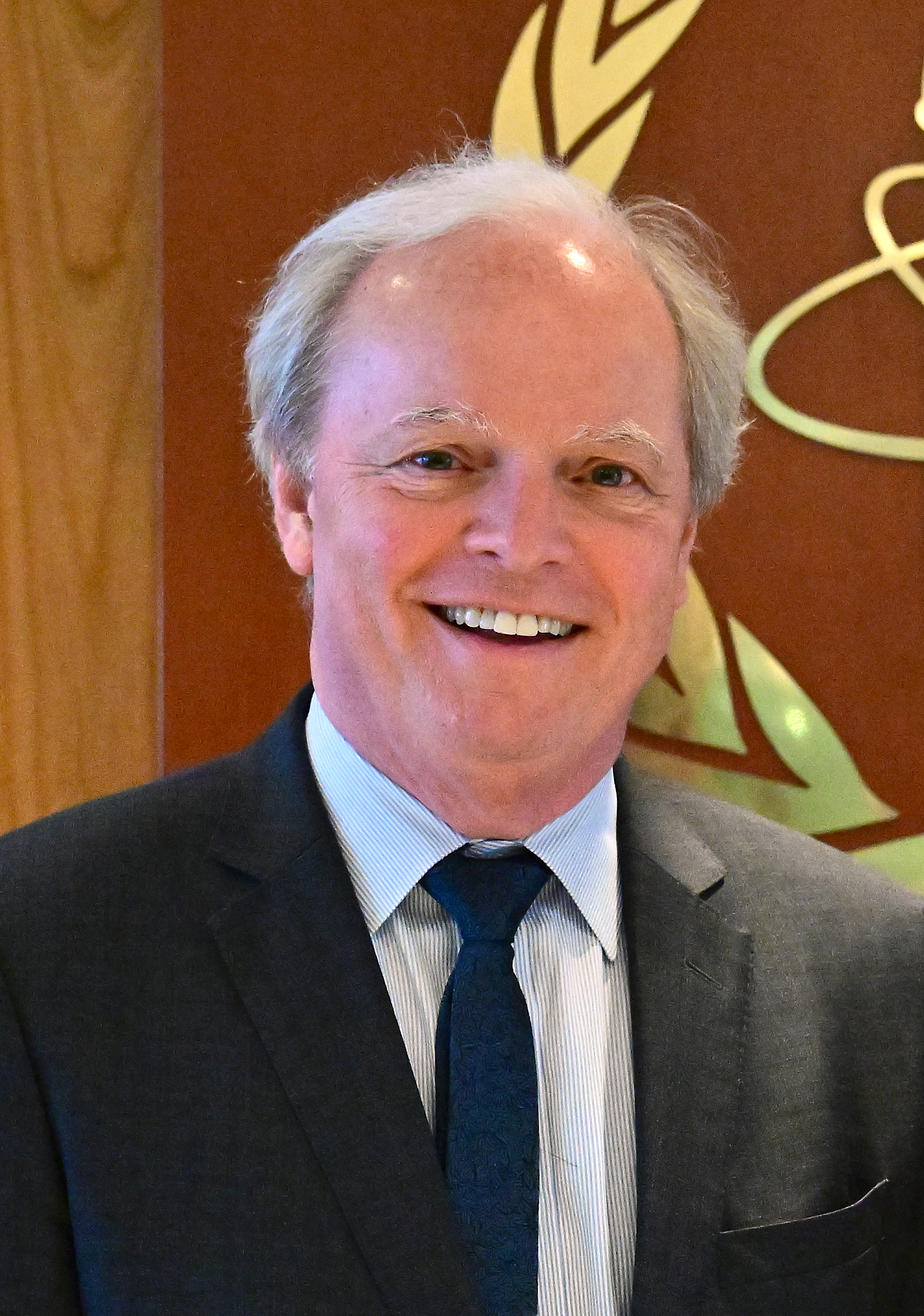
Axel van Trotsenburg (* 1958)

- Trott auf Solz, August Heinrich von (1783–1840), deutscher Verwaltungsbeamter
- Trott zu Solz, Adam von (1909–1944), deutscher Jurist, Diplomat und Widerstandskämpfer gegen den NationalsozialismusAdam von Trott zu Solz (1909–1944)

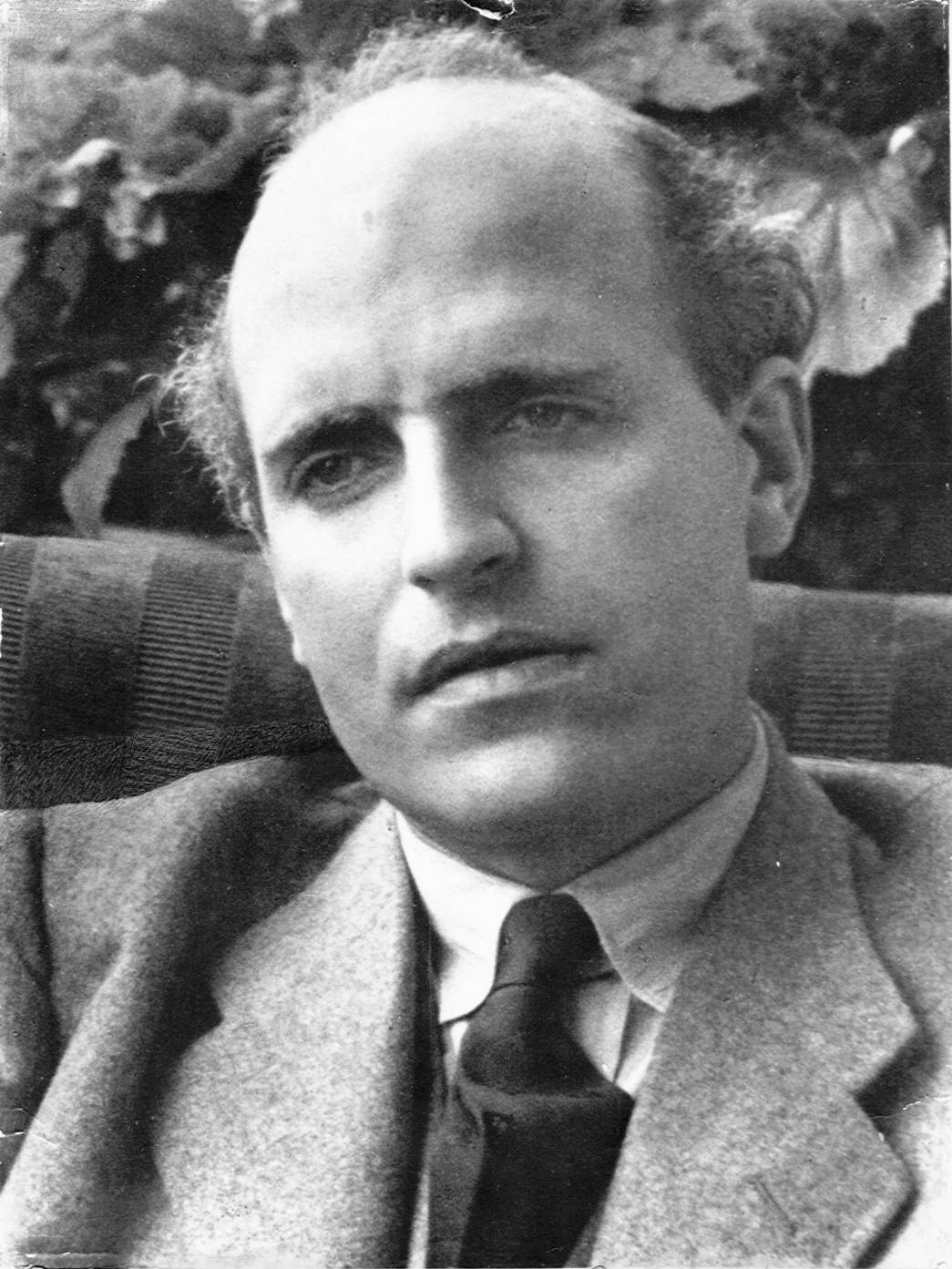
Adam von Trott zu Solz (1909–1944)

- Trott zu Solz, August von (1796–1862), deutscher Gutsbesitzer, Mitglied der kurhessischen Ständeversammlung
- Trott zu Solz, August von (1855–1938), preußischer Staatsminister
- Trott zu Solz, Bodo von (1817–1887), Obervorsteher der Ritterschaft, Abgeordneter des Kurhessischen Kommunallandtages
- Trott zu Solz, Bodo von (1879–1934), deutscher Verwaltungsjurist
- Trott zu Solz, Clarita von (1917–2013), deutsche Psychotherapeutin
- Trott zu Solz, Ernestine von (1889–1982), deutsche Begründerin des Landheims Salem
- Trott zu Solz, Friedrich Heinrich Ludwig Wilhelm von (1794–1855), Minister im Kurfürstentum Hessen
- Trott zu Solz, Friedrich von (1835–1894), deutscher Verwaltungsjurist, Abgeordneter und Kirchenpolitiker
- Trott zu Solz, Heinrich von (1918–2009), deutscher Offizier und Forstwirt
- Trott zu Solz, Jost von (1944–2009), deutscher Jurist
- Trott zu Solz, Otto von (1810–1876), deutscher Gutsbesitzer, Obervorsteher der Ritterschaft sowie Mitglied der kurhessischen Ständeversammlung
- Trott zu Solz, Werner von (1849–1898), deutscher Verwaltungsbeamter
- Trott zu Solz, Wilhelm Friedrich von (1762–1825), Abgeordneter der Reichsstände des Königreichs Westphalen und Richter am Oberappellationsgericht
- Trott zu Solz, Wilhelm von (1802–1841), Abgeordneter des Kurhessischen Kommunallandtags
- Trott, Adam von († 1564), Reichsgeneralfeldmarschall des Heiligen Römischen Reichs, Oberhofmarschall des Kurfürsten von Brandenburg
- Trott, Benjamin († 1843), amerikanischer Maler
- Trott, Clement A. (1877–1950), US-amerikanischer Offizier, Generalmajor der US Army
- Trott, David (* 1960), US-amerikanischer Politiker (Republikanischen Partei)
- Trott, Emma (* 1989), britische Radsporttrainer und Radsportlerin
- Trott, Eva von († 1567), Mätresse des Herzogs Heinrich d. J. von Braunschweig-WolfenbüttelEva von Trott († 1567)

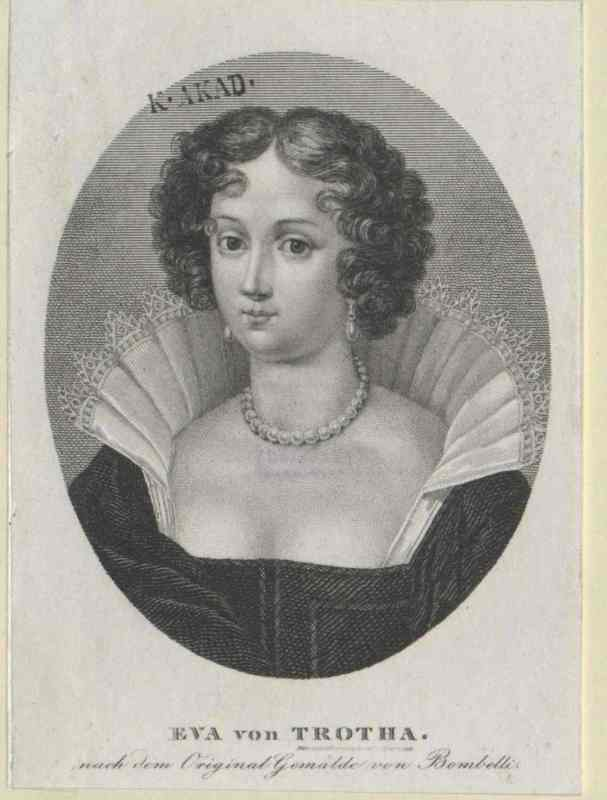
Eva von Trott († 1567)

- Trott, Georg Friedrich von (1604–1666), kurbrandenburger Generalmajor und Kommandant der Festung Peitz
- Trott, Hans, Bürgermeister von Bozen
- Trott, Harry (1866–1917), australischer Cricketspieler
- Trott, Judi (* 1962), britische Schauspielerin
- Trott, Jürgen (* 1955), deutscher Schauspieler
- Trott, Klaus-Rüdiger (* 1940), deutscher Strahlenbiologe
- Trott, Laura (* 1984), britische Politikerin
- Trott, Louis (1877–1958), deutscher Beigeordneter und Mitglied des Provinziallandtages der Provinz Hessen-Nassau
- Trott, Lyndon (* 1964), britischer Politiker und Chief Minister von Guernsey
- Trott, Magda (1880–1945), deutsche Schriftstellerin und Frauenrechtlerin
- Trott, Matthew (* 1985), australischer Fußballspieler
- Trott, Walter (* 1907), deutscher Bobfahrer
- Trott, Wilfried (* 1948), deutscher Radrennfahrer
- Trotta genannt Treyden, Otto von (1794–1858), preußischer Generalmajor
- Trotta, Alessandra (* 1968), methodistische Diakonin, Moderatorin der Waldenserkirche
- Trotta, Liz (* 1937), US-amerikanische Journalistin
- Trotta, Marcello (* 1992), italienischer Fußballspieler
- Trotta, Margarethe von (* 1942), deutsche Regisseurin und DrehbuchautorinMargarethe von Trotta (* 1942)

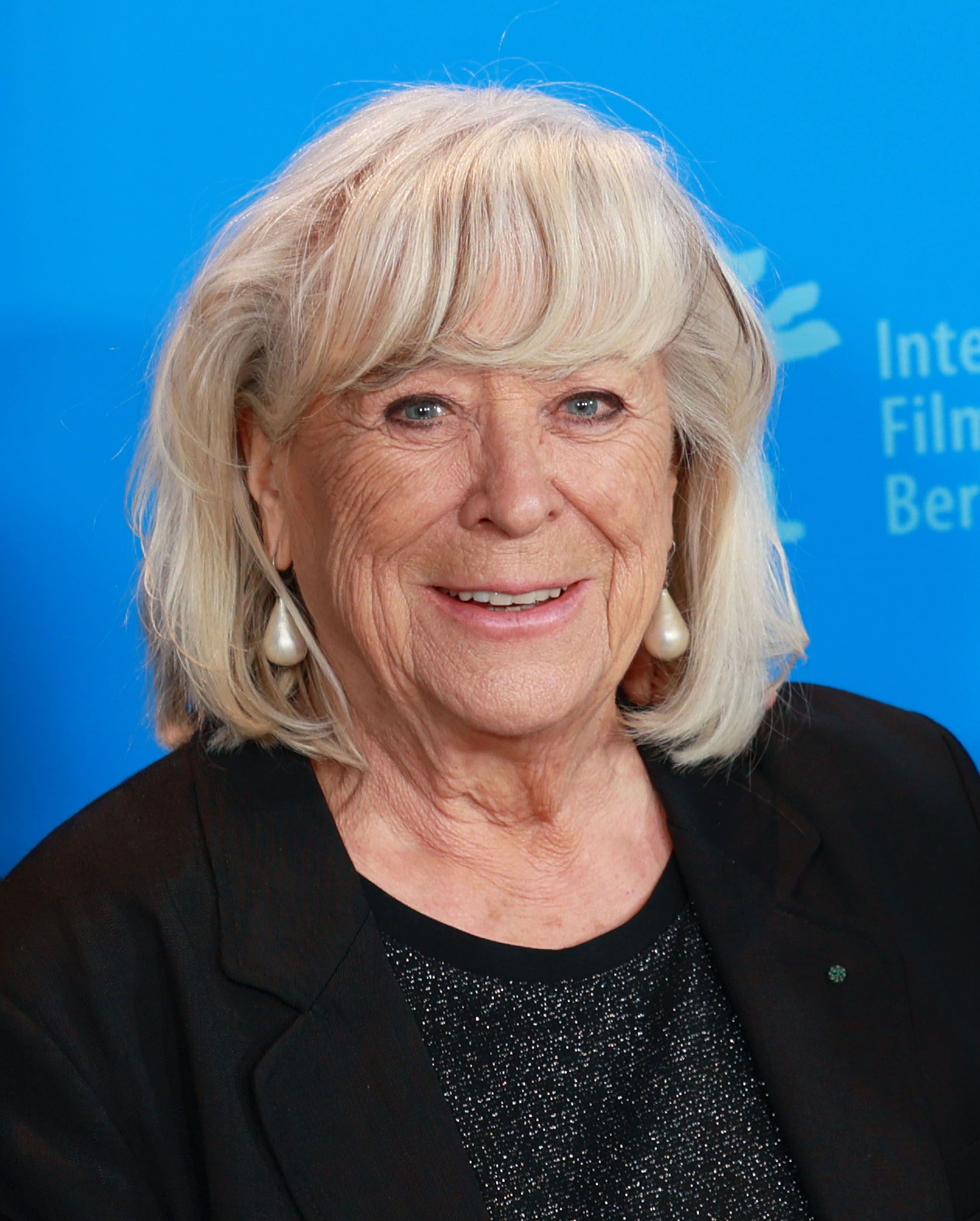
Margarethe von Trotta (* 1942)

- Trotta, Roberto (* 1969), argentinischer Fußballspieler
- Trotta, Severino Carmelo, uruguayischer Politiker
- Trottenberg, Dorothea (* 1957), Schweizer Bibliothekarin und Übersetzerin
- Trottenberg, Ulrich (* 1945), deutscher Mathematiker
- Trotter Cockburn, Catharine (1674–1749), englische Romanschriftstellerin, Dramatikerin und Philosophin
- Trotter, Alexander (1857–1947), englischer Elektrotechniker
- Trotter, Brock (* 1987), kanadischer Eishockeyspieler
- Trotter, David Andrew (1957–2015), britischer Romanist und Mediävist
- Trotter, DeeDee (* 1982), US-amerikanische Sprinterin und Olympiasiegerin
- Trotter, Hale (1931–2022), kanadisch-US-amerikanischer Mathematiker
- Trotter, India (* 1985), US-amerikanische Fußballspielerin
- Trotter, James (* 1999), japanischer Tennisspieler
- Trotter, James F. (1802–1866), US-amerikanischer Jurist und Politiker
- Trotter, Jimmy (1899–1984), englischer Fußballspieler
- Trotter, John Scott († 1975), amerikanischer Arrangeur, Komponist und Orchesterleiter
- Trotter, Kate (* 1953), kanadische Schauspielerin
- Trotter, Liam (* 1988), englischer Fußballspieler
- Trotter, Mildred (1899–1991), US-amerikanische Anthropologin
- Trotter, Obie (* 1984), US-amerikanisch-ungarischer Basketballspieler
- Trotter, Sinja (* 1985), deutsche Crosslauf-Sommerbiathletin
- Trotter, Terry (* 1940), amerikanischer Jazz- und Studiopianist
- Trotter, Thomas (1760–1832), schottischer Marinearzt und Autor
- Trotter, Thomas (* 1957), britischer Konzertorganist
- Trotter, Wilfred (1872–1939), britischer Neurochirurg und Sozialpsychologe
- Trotter, William T., US-amerikanischer Mathematiker
- Trotteyn, María Jimena (* 1975), argentinische Wirbeltier-Paläontologin
- Trotti, Lamar (1900–1952), US-amerikanischer Drehbuchautor und Filmproduzent
- Trotti, Samuel W. (1810–1856), US-amerikanischer Politiker
- Trottier, André (* 1901), kanadischer Sänger (Bass)
- Trottier, Bryan (* 1956), kanadisch-US-amerikanischer Eishockeyspieler, -trainer und -funktionär
- Trottier, Dave (1906–1956), kanadischer Eishockeyspieler
- Trotz, Adolf (1895–1939), deutscher Filmregisseur und Drehbuchautor
- Trotz, Barry (* 1962), kanadischer Eishockeyspieler und -trainer
- Trotz, Christiaan Hendrik (1703–1773), deutsch-niederländischer Rechtsgelehrter
- Trotz, Monika (1965–2012), österreichische Altistin, Jazzsängerin und Komponistin
- Trotz, Norbert (* 1940), deutscher Jurist und Hochschullehrer für Seerecht
- Trotzig, Birgitta (1929–2011), schwedische Schriftstellerin und Kritikerin
- Trotzig, Ida (1864–1943), schwedische Fotografin, Ethnografin, Japanologin, Schriftstellerin und Malerin
- Trotzke, Andreas (* 1983), deutscher Linguist
- Trotzki, Leo (1879–1940), sowjetischer Revolutionär, Politiker und Gründer der Roten ArmeeLeo Trotzki (1879–1940)

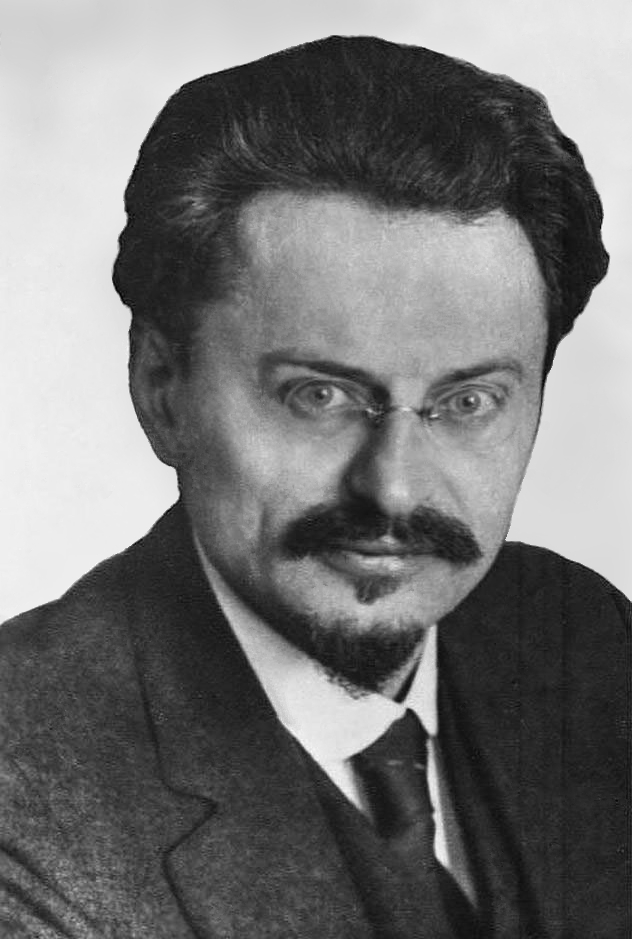
Leo Trotzki (1879–1940)

### Trou
- Trouabal, Jean-Charles (* 1965), französischer Leichtathlet und Olympiateilnehmer
- Trouba, Jacob (* 1994), US-amerikanischer Eishockeyspieler
- Troubetzkoy, Paolo (1866–1938), italienischer Bildhauer russischer Herkunft
- Trouble, Courtney (* 1982), US-amerikanische Pornodarstellerin und -regisseurin
- Trouble, Evelinn (* 1989), Schweizer Popmusikerin
- Troubridge, Ernest (1862–1926), britischer Admiral
- Trouessart, Édouard Louis (1842–1927), französischer Zoologe
- Trouet, Klaus (1932–2012), deutscher Jurist und Mitbegründer der Deutschen Stiftung Denkmalschutz
- Trouet, Leo (1887–1944), belgischer Jurist
- Troughton, Alice, britische Regisseurin
- Troughton, David (* 1950), britischer Schauspieler
- Troughton, Edward (1753–1835), britischer Instrumentenbauer
- Troughton, Patrick (1920–1987), britischer SchauspielerPatrick Troughton (1920–1987)

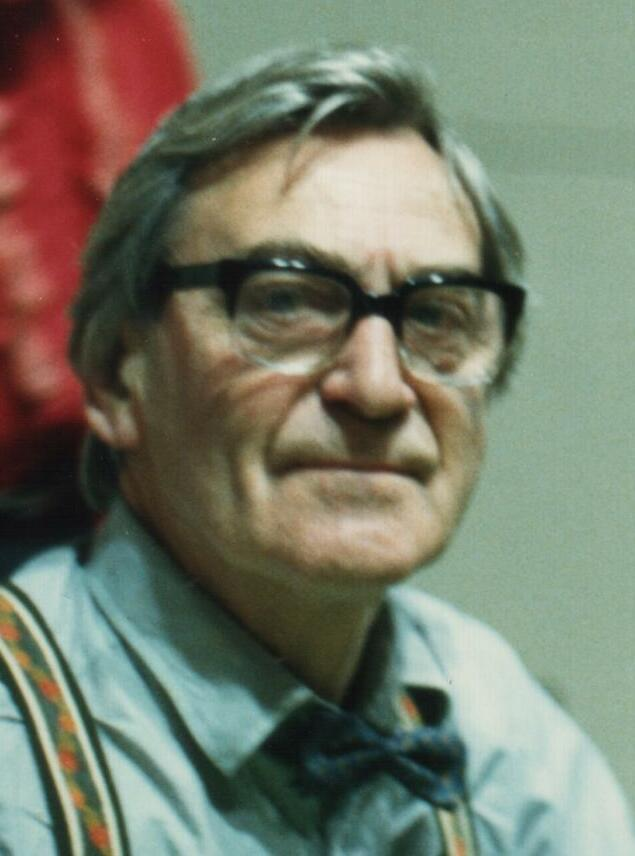
Patrick Troughton (1920–1987)

- Troughton, Sam (* 1977), britischer Schauspieler
- Trouillat, Joseph (1815–1863), schweizerischer Lehrer, Archivar und Politiker
- Trouille, Clovis (1889–1975), französischer Sonntagsmaler, Restaurator und Dekorateur von Schaufensterpuppen
- Trouillebert, Paul Désiré (1831–1900), französischer Maler
- Trouillet, Éric (* 1968), französischer Unternehmer und Autorennfahrer
- Trouillot, Evelyne (* 1954), haitianische Schriftstellerin
- Trouillot, Georges (1851–1916), französischer Politiker
- Trouillot, Lyonel (* 1956), haitianischer Schriftsteller
- Trouillot, Michel-Rolph (1949–2012), haitianisch-US-amerikanischer Anthropologe, Historiker und Schriftsteller
- Trouillot, Mildred (* 1963), haitianisch-US-amerikanische Rechtsanwältin und ehemalige First Lady
- Troup, Bobby (1918–1999), US-amerikanischer Jazzpianist und Songwriter
- Troup, Francis William (1859–1941), britischer Architekt, Designer und Kunsthandwerker
- Troup, George (1780–1856), US-amerikanischer Politiker
- Troup, Miloslav (1917–1993), tschechischer akademischer Maler, Grafiker und Illustrator
- Troup, Robert (1757–1832), US-amerikanischer Bundesrichter
- Troupe, Quincy (* 1939), amerikanischer Dichter, Redakteur, Publizist und Hochschullehrer
- Troupé, Sonny (* 1978), französischer Gwoka- und Fusionmusiker
- Troupe, Tom (1928–2025), US-amerikanischer Schauspieler
- Troupée, Giovanni (* 1998), niederländischer Fußballspieler
- Trousdale, Chris (1985–2020), US-amerikanischer Sänger, Film- und Broadwayschauspieler
- Trousdale, Gary (* 1960), amerikanischer Filmregisseur
- Trousdale, William (1790–1872), US-amerikanischer Politiker, 15. Gouverneur von Tennessee
- Trousil, Marie (* 1853), österreichische Opernsängerin (Sopran und Mezzosopran)
- Trousseau, Armand (1801–1867), französischer Internist
- Trousselier, André (1887–1968), französischer Radrennfahrer
- Trousselier, Louis (1881–1939), französischer RadrennfahrerLouis Trousselier (1881–1939)

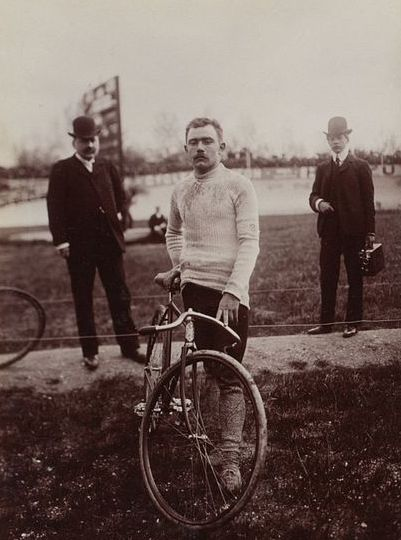
Louis Trousselier (1881–1939)

- Troussier, Philippe (* 1955), französischer Fußballtrainer
- Troussov, Kirill (* 1982), deutscher Geiger und Violinpädagoge
- Trout, Austin (* 1985), US-amerikanischer Boxer
- Trout, Jack (1935–2017), US-amerikanischer Unternehmer
- Trout, Jennie Kidd (1841–1921), kanadische Medizinerin und Philanthropin
- Trout, Michael Carver (1810–1873), US-amerikanischer Politiker
- Trout, Mike (* 1991), US-amerikanischer Baseballspieler
- Trout, Nelson Wesley (1920–1996), US-amerikanischer Geistlicher, Bischof in der Evangelisch-Lutherischen Kirche in Amerika
- Trout, Walter (* 1951), amerikanischer Komponist, Gitarrist und SängerWalter Trout (* 1951)

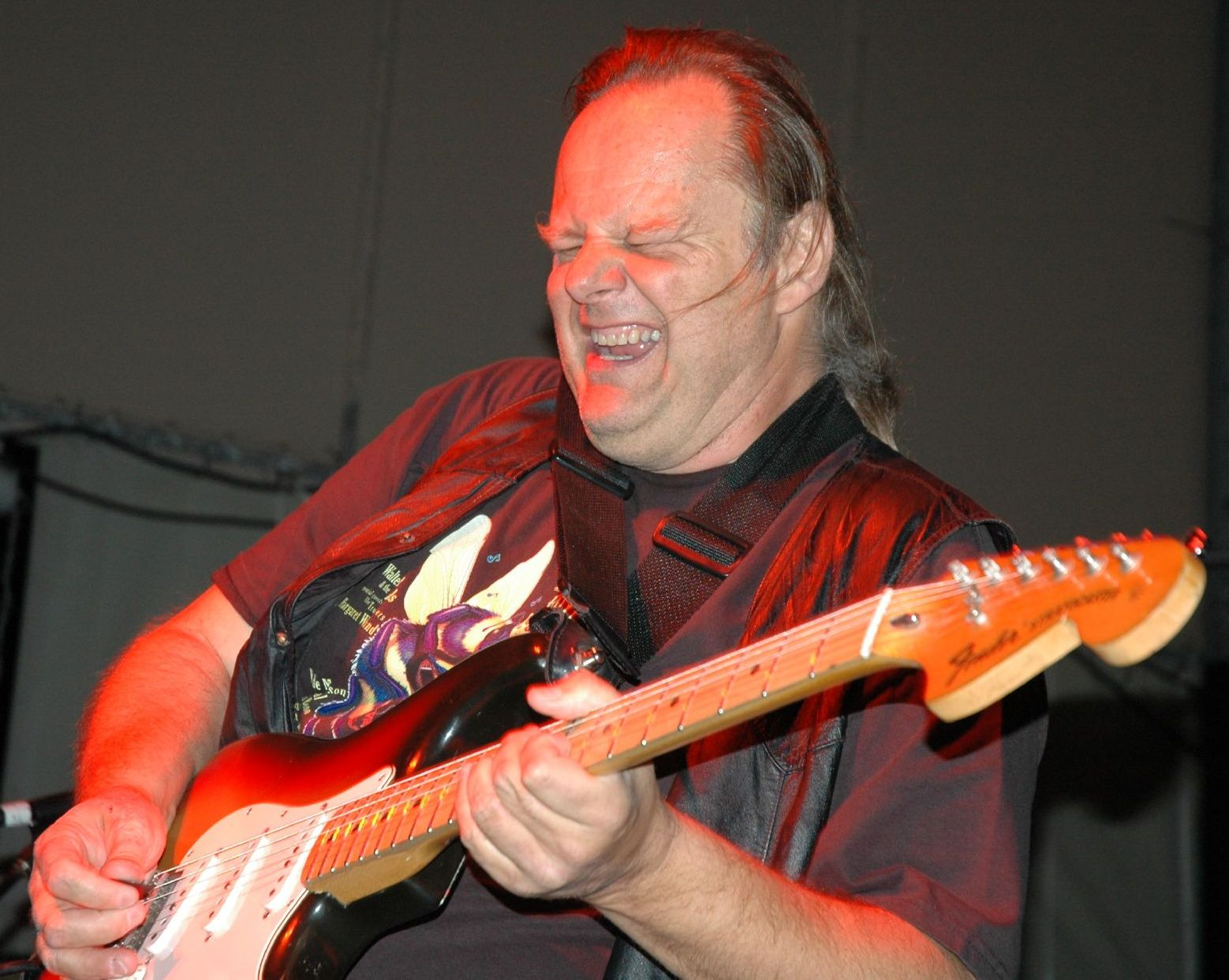
Walter Trout (* 1951)

- Troutbeck, John (1894–1971), britischer Diplomat
- Troutman, Chevon (* 1981), US-amerikanischer Basketballspieler
- Troutman, James A. (1853–1926), US-amerikanischer Politiker
- Troutman, Roger (1951–1999), amerikanischer Musiker
- Troutman, William Irvin (1905–1971), US-amerikanischer Politiker
- Troutner, Jill (* 1971), US-amerikanische Biathletin
- Trouton, Frederick Thomas (1863–1922), irischer Physiker
- Trouvain, Erwin (1940–1982), deutscher Ringer
- Trouvain, Franz-Josef (1926–2017), deutscher Ökonom, Chefvolkswirt der Deutschen Bank
- Trouvé, François (1711–1797), französischer Zisterzienserabt
- Trouvé, Gustave (1839–1902), französischer Erfinder
- Trouvé, Rudy (* 1967), belgischer Musiker
- Trouvé, Tatiana (* 1968), italienische KünstlerinTatiana Trouvé (* 1968)

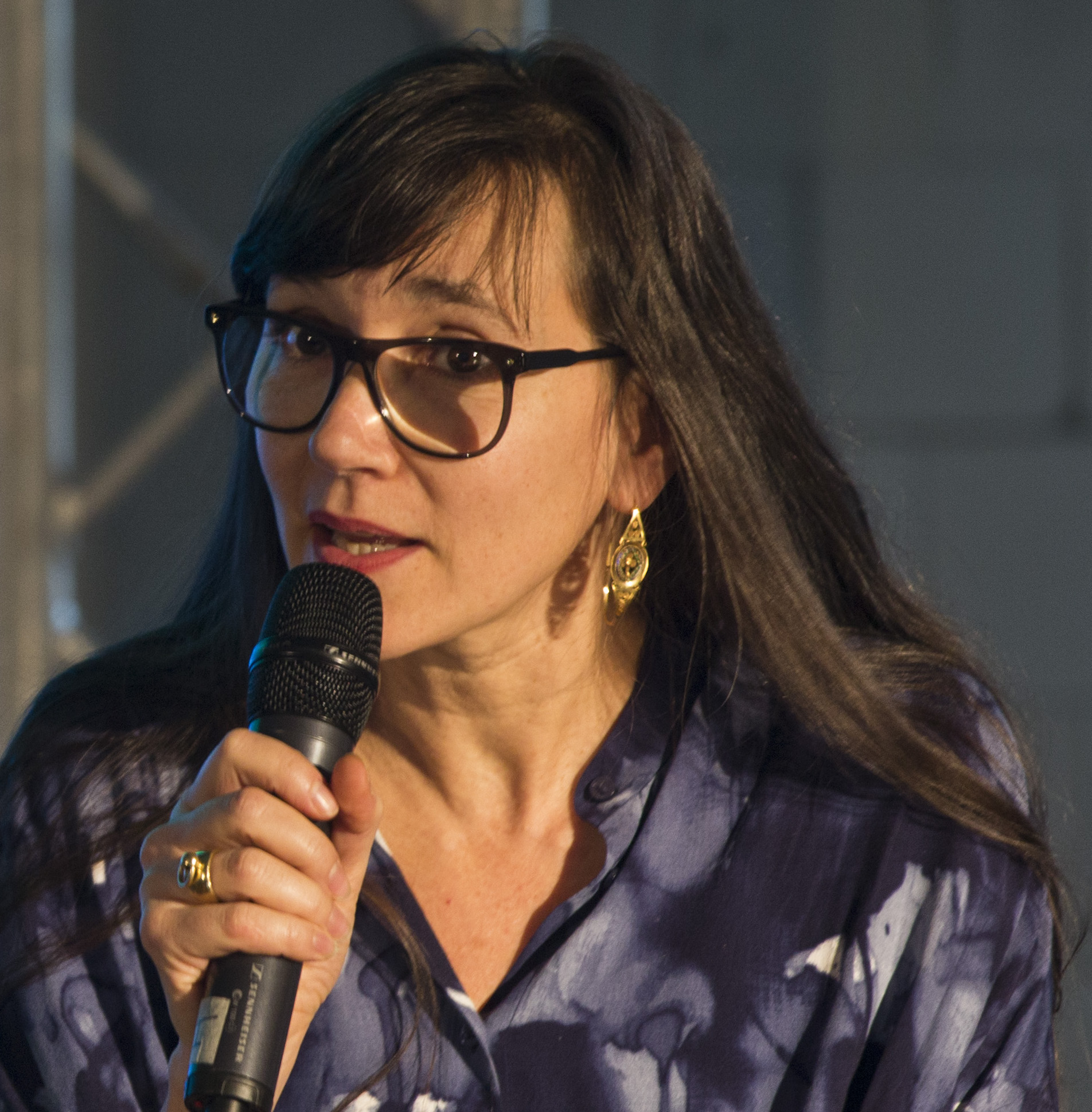
Tatiana Trouvé (* 1968)

- Trouvelot, Étienne Léopold (1827–1895), französischer Astronom, wissenschaftlicher Illustrator und Entomologe
- Trouw, Elise (* 1999), US-amerikanische Sängerin, Multiinstrumentalistin und Produzentin

### Trov
- Trova, Ernest (1927–2009), US-amerikanischer Maler, Bildhauer und Grafiker
- Trovajoli, Armando (1917–2013), italienischer Pianist und Filmkomponist
- Trovarelli, Carlos (* 1962), argentinischer Ordensgeistlicher, Generalminister der Minoriten
- Trovati, Decio (1906–1968), italienischer Eishockeyspieler
- Trovato, Gaetano (* 1960), italienischer Koch
- Trovato, Gerardina (* 1967), italienische Sängerin
- Trovesi, Gianluigi (* 1944), italienischer Jazz-Musiker
- Trovillion, Jordan (* 1986), US-amerikanische Schauspielerin
- Trovoada, Miguel (* 1936), são-toméischer Politiker, Premierminister und Präsident von São Tomé und Príncipe
- Trovoada, Patrice (* 1962), são-toméischer Politiker

### Trow
- Trow, M. J. (* 1949), britischer Schriftsteller
- Trowbridge, Alexander (1929–2006), US-amerikanischer Politiker, Geschäftsmann
- Trowbridge, Charles (1882–1967), US-amerikanischer Schauspieler
- Trowbridge, Dorothea, amerikanische Bluessängerin
- Trowbridge, John (1843–1923), US-amerikanischer Physiker
- Trowbridge, Mary Luella (1894–1941), US-amerikanische Klassische Philologin
- Trowbridge, Richard (1920–2003), britischer Konteradmiral, Gouverneur von Western Australia
- Trowbridge, Rowland E. (1821–1881), US-amerikanischer Politiker
- Trowbridge, Sarah (* 1982), US-amerikanische Ruderin
- Trowbridge, William Petit (1828–1892), US-amerikanischer Ingenieur und Geophysiker
- Trowe, Gisela (1922–2010), deutsche Schauspielerin und SynchronsprecherinGisela Trowe (1922–2010)

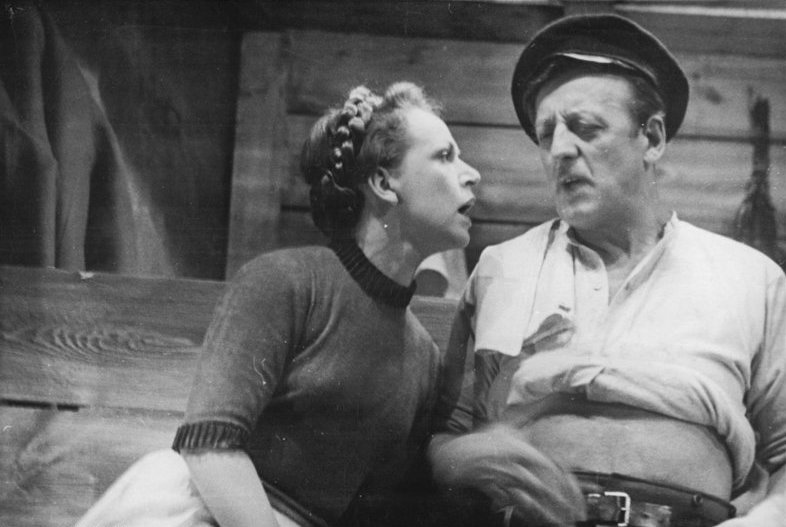
Gisela Trowe (1922–2010)

- Trowell, Arnold (1887–1966), neuseeländischer Cellist, Komponist und Musikpädagoge
- Trowell, Gary (* 1959), australischer Radrennfahrer
- Trower, Robin (* 1945), englischer RockmusikerRobin Trower (* 1945)

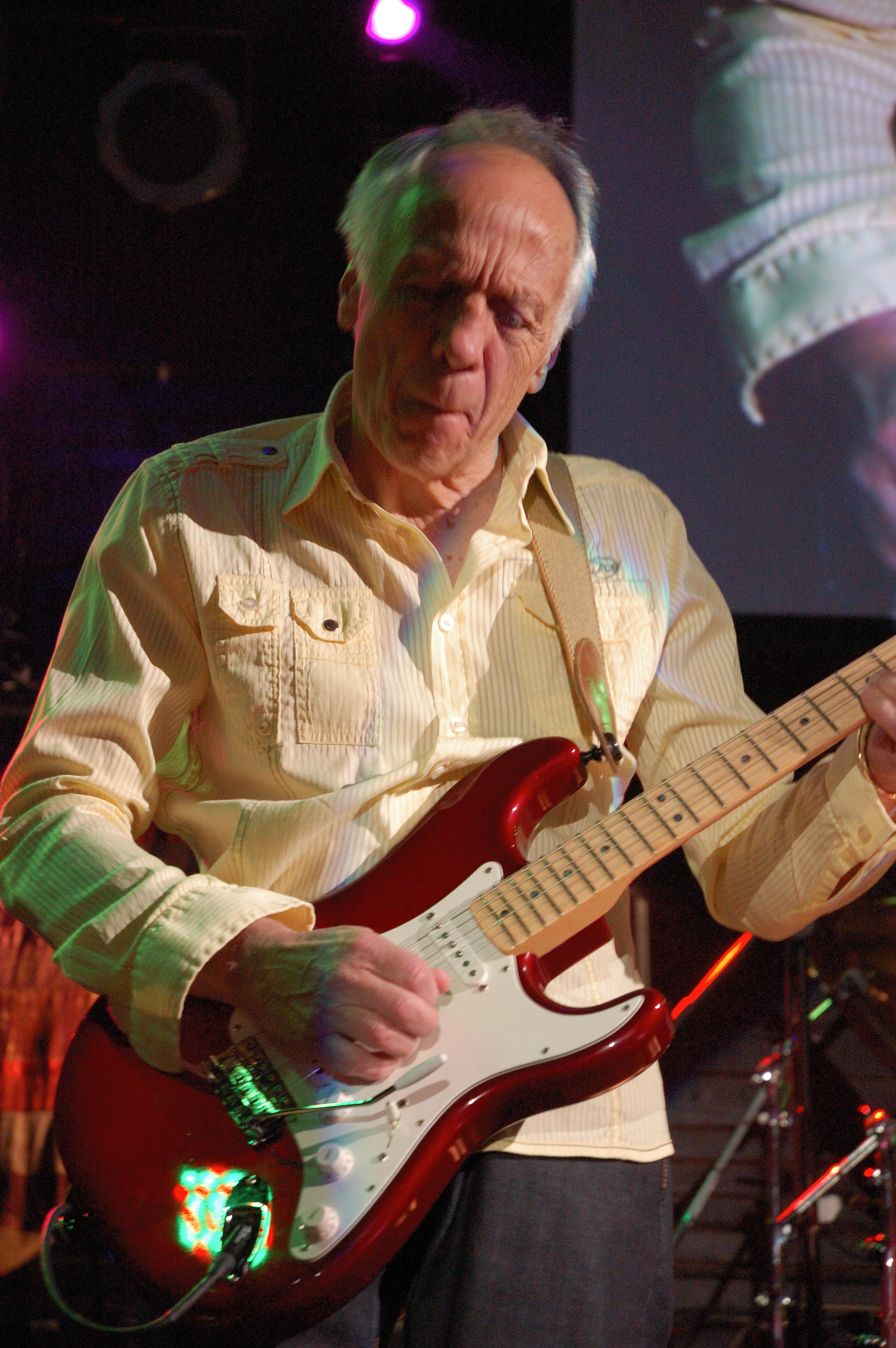
Robin Trower (* 1945)

- Trowers, Robert (* 1957), US-amerikanischer Jazzposaunist
- Trowitz, Adolf (1893–1978), deutscher Offizier, zuletzt Generalmajor im Zweiten Weltkrieg
- Trowitzsch, Eckardt (* 1948), deutscher Arzt, Hochschullehrer, Basketballspieler und -trainer
- Trowitzsch, Michael (* 1945), deutscher evangelischer Theologe
- Trowsdale, Campbell (* 1933), kanadischer Musikpädagoge und Geiger

### Trox
- Trox, Rainer (* 1946), deutscher Fußballtorwart
- Troxbömker, Heinrich (1900–1969), deutscher Schauspieler und Regisseur
- Troxel, Orlando C. junior (1908–1984), US-amerikanischer Offizier, Generalmajor der US-Army
- Troxler, Annik (* 1979), Schweizer Grafikdesignerin
- Troxler, Ignaz Paul Vital (1780–1866), Schweizer Arzt, Politiker, Pädagoge und Philosoph
- Troxler, Niklaus (* 1947), Schweizer Grafiker
- Troxler, Seth, US-amerikanischer Techno-DJ und Produzent
- Troxler, Theodat (1822–1911), schweizerisch-argentinischer Mediziner und Politiker

### Troy
- Troy, Alexis (* 1982), deutscher Produzent und Komponist
- Troy, Cybill (* 1986), britische Pornodarstellerin
- Troy, Doris (1937–2004), US-amerikanische Soul-Sängerin
- Troy, François de (1645–1730), französischer Maler und Graveur
- Troy, Guy (1923–2023), US-amerikanischer Moderner Fünfkämpfer
- Troy, Jean François de (1679–1752), französischer Maler
- Troy, John Weir (1868–1942), US-amerikanischer Politiker
- Troy, Joseph Edward (1931–2023), kanadischer Geistlicher, römisch-katholischer Bischof von Saint John, New Brunswick
- Troy, Matthias (* 1995), österreichischer Skispringer
- Troy, Michael (1940–2019), US-amerikanischer Schwimmer
- Troy, Pastor (* 1977), US-amerikanischer Rapper
- Troy, Robert (* 1982), irischer Politiker (Fianna Fáil)
- Troy, Una (1910–1993), irische Schriftstellerin
- Troyanos, Tatiana (1938–1993), US-amerikanische Opernsängerin (Mezzosopran)
- Troyansky, Fernando (* 1977), argentinischer Fußballspieler
- Troyat, Henri (1911–2007), französischer Schriftsteller russischer AbstammungHenri Troyat (1911–2007)

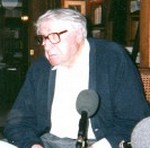
Henri Troyat (1911–2007)

- TroyBoi (* 1987), britischer DJ und Musikproduzent
- Troyer, Andreas (1648–1699), Abt des Zisterzienserklosters Plasy
- Troyer, Ferdinand Julius von (1698–1758), Bischof von Olmütz
- Troyer, Josef (1867–1916), Offizier der österreichisch-ungarischen Armee
- Troyer, Josef (1909–1998), österreichischer Bildhauer und Maler
- Troyer, Matthias (* 1968), österreichischer Physiker
- Troyer, Verne (1969–2018), US-amerikanischer SchauspielerVerne Troyer (1969–2018)

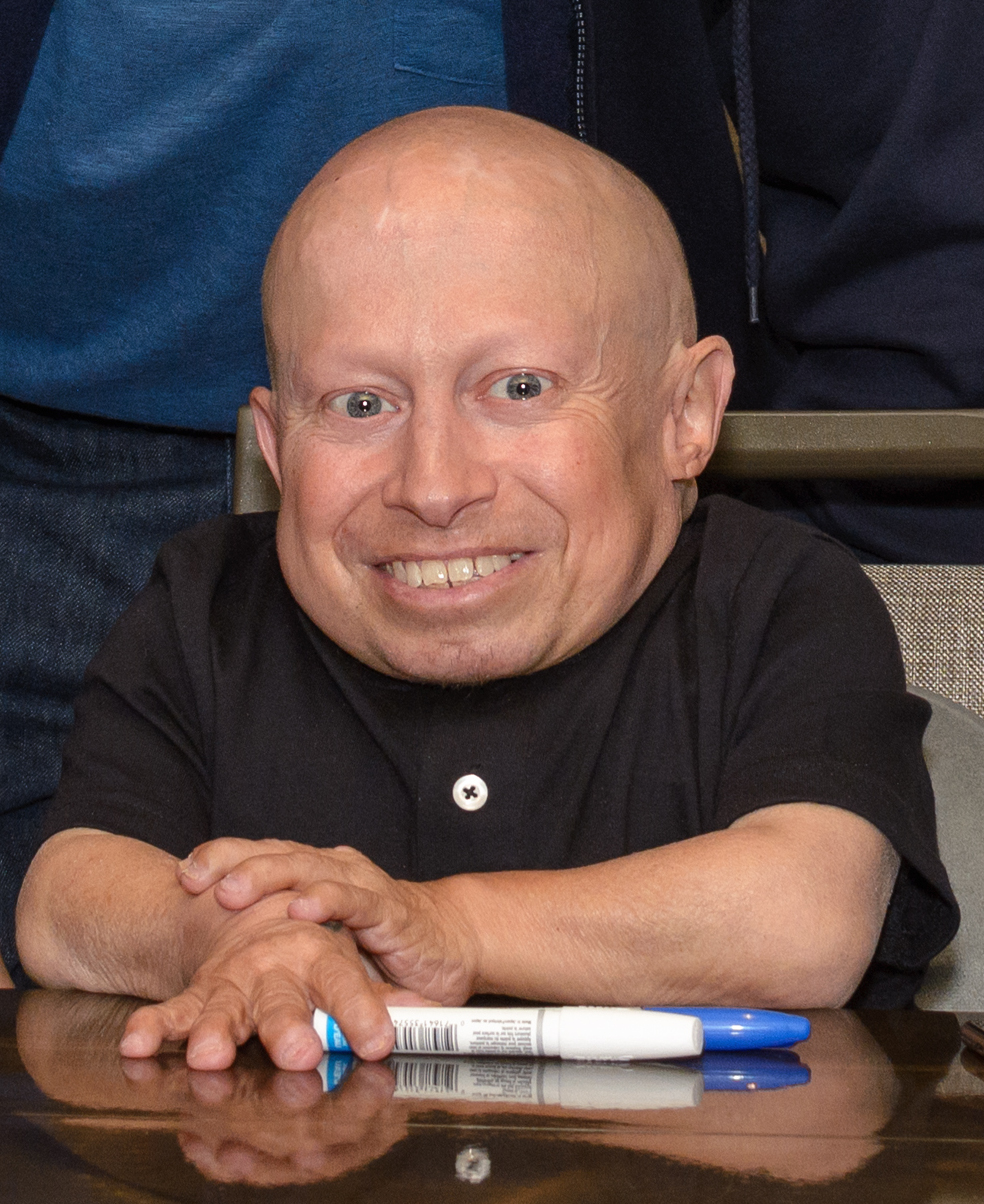
Verne Troyer (1969–2018)

- Troyes, Nicolas de, französischer Schriftsteller der Renaissance
- Troyke, Karsten (* 1960), deutscher Chansonsänger, Schauspieler und Sprecher
- Troyo Calderón, Antonio (1923–2015), costa-ricanischer Geistlicher, Weihbischof in San José de Costa Rica
- Troyon, Constant (1810–1865), französischer Landschafts- und Tiermaler

### Troz
- Trozenko, Natalija (* 1985), ukrainische Gewichtheberin
- Trozki, Iwan (* 1976), belarussischer Geher
- Trozki, Noi Abramowitsch (1895–1940), russisch-sowjetischer Architekt
- Trözmüller, Friedrich (1899–1957), österreichischer Erfinder